# Edizioni di Domenica in
In questa voce sono elencate e descritte le edizioni del programma televisivo italiano Domenica in, in onda su Rai 1 a partire dal 1976; la trasmissione è giunta alla 49ª edizione nella stagione televisiva 2024-2025.

## Prima edizione (1976-1977)
- Messa in onda: dal 3 ottobre 1976 al 29 maggio 1977
- Conduce Corrado con Dora Moroni e Alexander
- Direzione musicale: Nello Ciangherotti
- Notizie sportive con Paolo Valenti
- Regia: Lino Procacci
- Abbinamento alla Lotteria Italia: Chi? condotto da Pippo Baudo ed Elisabetta Virgili
- Sigle di chiusura: In confidenza cantata da Corrado (ottobre-febbraio) e Ma, se cantata da Dora Moroni (marzo-giugno)

Il conduttore apriva il programma ogni settimana scrivendo su una lavagna Domenica in... ed aggiungendo una parola chiave che riassumesse la settimana televisiva, politica, musicale, sportiva, ecc. La trasmissione, nel suo primo anno, non ebbe dunque una sigla iniziale dando impressione di collegarsi naturalmente in un simbolico flusso continuo ai programmi precedenti della rete.
Nel programma trovano spazio attori del cinema e del teatro, questi ultimi proponevano brani tratti dalle commedie o dagli spettacoli che portavano in giro per l'Italia, spazio anche per telefilm, la Lotteria Italia e la musica. È il primo programma della televisione italiana a contare così tanti ospiti. Nel corso delle varie puntate venne integrato nel cast il mago illusionista Alexander, una vera e propria rivelazione.
Il 20 febbraio 1977 viene inaugurato da Gianni Boncompagni il programma Discoring (che andrà in onda all'interno del contenitore fino al 1986).

## Seconda edizione (1977-1978)
- Messa in onda: dal 2 ottobre 1977 al 28 giugno 1978
- Conduce Corrado con Patrizia Giugno (ottobre-dicembre), Isabella Goldman (gennaio-marzo), Dora Moroni (aprile-giugno)
- Direzione musicale: Nello Ciangherotti (ottobre-dicembre), Pino Calvi (gennaio-marzo), Enrico Intra (aprile-giugno)
- Notizie sportive con Paolo Valenti
- Regia: Lino Procacci
- Abbinamento alla Lotteria Italia: Secondo voi condotto da Pippo Baudo con Beppe Grillo, Tullio Solenghi, Fioretta Mari e Jinny Steffan.
- Sigle di apertura: Viva Ditone del Maestro Nello Ciangherotti (ottobre-gennaio) e E viene sabato, e poi domenica dell'Orchestra Casadei (febbraio-giugno)
- Sigle di chiusura: In ascensore cantata da Patrizia Giugno (ottobre-dicembre), Mister Mandarino dei Matia Bazar (gennaio-marzo) e Che facciamo stasera di Dora Moroni (aprile-giugno)

In questa edizione, la prima a colori (ed anche nella successiva) la trasmissione viene suddivisa in tre blocchi temporali: il primo da ottobre a dicembre, il secondo da gennaio a marzo e l'ultimo da aprile a giugno; in ognuno di questi blocchi, Corrado fu affiancato da una diversa valletta (prima Patrizia Giugno, che morì a causa di una trombosi poco tempo dopo quest'esperienza televisiva, poi Isabella Goldman ed infine Dora Moroni, già al fianco del presentatore nell'edizione precedente), l'orchestra della trasmissione fu diretta da un diverso maestro (prima Nello Ciangherotti, poi Pino Calvi ed infine Enrico Intra) e ci fu una diversa sigla finale.
Fra le rubriche, vanno segnalate Domenica in Teatro e Il libro dei domandamenti: con questo neologismo, Corrado proponeva delle domande e delle questioni sociali, economiche, etiche, o di varia natura, per suscitare l'interesse dell'opinione pubblica e degli organismi addetti ai lavori, ottenendo anche delle risposte positive. Questo spazio interno al programma può considerarsi antesignano di programmi futuri come Di tasca nostra, Mi manda Lubrano.
In questa edizione, viene "consacrato" il mago Tony Binarelli, che, in collegamento da New York, riesce a indovinare le professioni dei componenti del pubblico presenti nello studio 5 di Roma.
La puntata della Domenica delle palme del 19 marzo 1978, successiva alla strage di via Fani (in cui le BR rapirono Aldo Moro uccidendo tutti gli uomini della sua scorta) avvenuta tre giorni prima, fu aperta da Corrado con un discorso molto sobrio e misurato che invitava i telespettatori a continuare a credere nello Stato e a non aver paura dei terroristi, pur non riferendosi mai direttamente ai fatti appena avvenuti ed ai suoi protagonisti; l'allora ministro degli Interni Francesco Cossiga, ringraziò in seguito il presentatore per l'equilibrio e la sobrietà delle sue parole.

## Terza edizione (1978-1979)
- Messa in onda: dal 1º ottobre 1978 al 24 giugno 1979
- Conduce Corrado con Marina Perzy (ottobre-dicembre), Donatella Bianchi (gennaio-marzo), Fiammetta Flamini (aprile-giugno)
- Notizie sportive con Paolo Valenti
- Inviati per i collegamenti esterni: Awanagana e Franco Solfiti
- Direzione musicale: Franco Micalizzi (ottobre-dicembre), Tony De Vita (gennaio-marzo), Pino Calvi (aprile-giugno)
- Abbinamento alla Lotteria Italia: Io e la Befana condotto da Sandra Mondaini e Raimondo Vianello con Andrea Roncato e Gigi Sammarchi
- Sigle d'apertura: Il leone cantata da Corrado (ottobre-gennaio) e Charlie è una lenza cantata da Corrado (febbraio-giugno).
- Sigle di chiusura: Paese di Drupi (ottobre-dicembre), Portami a ballare di Peppino di Capri (gennaio-marzo) e Capito?! de I Gatti di Vicolo Miracoli (aprile-giugno)

In questa edizione Corrado presenta anche un gioco a quiz, partendo dalla trasmissione di un giallo della serie Fermate il colpevole e lancia il ventriloquo Samuel Barletti.
Il logo di questa stagione è il leone Charlie, il cui nome viene attribuito dai telespettatori, realizzato dai fratelli Marco e Gianni Pagot
Termina così la prima serie di edizioni, quella che ha registrato gli ascolti più elevati (in media circa quindici milioni di telespettatori).

## Quarta edizione (1979-1980)
- Messa in onda: dal 7 ottobre 1979 al 22 giugno 1980
- Conduce Pippo Baudo con Edi Angelillo
- Notizie sportive con Paolo Valenti
- Inviato per i collegamenti esterni: Franco Solfiti
- Direzione musicale: Pippo Caruso
- Regia: Lino Procacci
- Sigle di apertura: Veramente amore dei Trans Europa Express (ottobre-gennaio) e La pennichella di Nino Manfredi (febbraio-giugno)
- Sigle di chiusura: Notte a sorpresa dei Pooh (ottobre-gennaio), Ieri di Bruno Lauzi (gennaio-marzo) e Spacer di Sheila (aprile-giugno)

Con Baudo alla guida del programma, le rubriche si moltiplicano: Domenica Musica, Domenica Cinema, Domenica Teatro, Domenica Libri e altre ancora. sono confermati ancora per quest'anno il telefilm e Discoring condotto da Awanagana (che sostituisce Gianni Boncompagni) mentre lo spazio della Lotteria Italia torna al sabato sera (con la prima edizione di Fantastico) ma viene dato comunque spazio all'appendice della trasmissione intitolata Fantastico bis (tale spazio fu presente all'interno del contenitore fino alla metà degli anni ottanta per poi diventare un programma autonomo passando al martedì sera).
La sigla animata, dell'edizione ottobre-gennaio, venne progettata da Guido Manuli e Walter Cavazzuti.

## Quinta edizione (1980-1981)
- Messa in onda: dal 28 settembre 1980 al 21 giugno 1981
- Conduce Pippo Baudo con Barbara D'Urso, Giucas Casella, Ramona Dell'Abate, Beppe Grillo, Memo Remigi e Gigi Sabani
- Notizie sportive con Paolo Valenti
- Inviato per i collegamenti esterni: Franco Solfiti
- Direzione musicale: Pippo Caruso
- Regia: Lino Procacci
- Sigla di apertura: Io soltanto io di Lino Toffolo
- Sigla di apertura: Importa niente di Don Backy
- Sigla di apertura: Un taxi giallo di Roberto Soffici
- Sigla di chiusura: Dolceamaro cantata da Barbara D'Urso

In questa edizione, il mago Casella realizza un controverso esperimento per cui molte persone rimangono a dita intrecciate davanti al televisore.
A questa edizione partecipa anche Beppe Grillo con dei monologhi satirici di carattere politico ideati insieme ad Antonio Ricci, molto apprezzati dal pubblico ma che causeranno parecchie polemiche politiche.
Il 14 dicembre, Vasco Rossi e la Steve Rogers Band vennero invitati a partecipare ad una puntata esterna. In collegamento dal Motor Show di Bologna, la band suonò il brano Sensazioni forti, suscitando durissime critiche da parte di Nantas Salvalaggio in un articolo sul settimanale Oggi. Il giornalista veneziano non risparmiò nemmeno la stessa Rai, colpevole a suo dire, di aver mandato in onda un «tale esempio di sballato, capace di influenzare con i suoi messaggi negativi, il pubblico più giovane».
La puntata del 14 giugno 1981 (successiva alla tragedia di Vermicino in cui il piccolo Alfredo Rampi aveva perso la vita cadendo in un pozzo artesiano) fu aperta da Baudo che si scusò con il pubblico dei contenuti leggeri che il programma avrebbe come sempre avuto che avrebbero cozzato con il sentimento di cordoglio vissuto in quel momento da tutto il Paese per la morte del bambino.

## Sesta edizione (1981-1982)
- Messa in onda: dal 27 settembre 1981 al 20 giugno 1982
- Conduce Pippo Baudo con Sandra Mondaini, Marcella Bella e Alessandra Mussolini
- Notizie sportive con Paolo Valenti
- Inviato per i collegamenti esterni: Franco Solfiti
- Direzione musicale: Pippo Caruso
- Regia: Lino Procacci
- Sigla iniziale: Aria pura di Al Bano e Romina Power
- Sigla iniziale: Mi mancherai cantata da Marcella Bella
- Sigla iniziale: Primo Amore (Fausto Papetti Sax)
- Sigla iniziale: Life di Music Ensemble (Paolo Rustichelli)

È l'ultimo anno in cui compaiono le "signorine buonasera" in studio e anche l'ultimo in cui il programma viene realizzato nello studio 5 di via Teulada.
In questa edizione, Baudo lancia un concorso per voci nuove in vista del Festival di Sanremo, lanciando cantanti come Marco Armani e Mario Castelnuovo.
Domenica 27 giugno e domenica 4 luglio 1982, sempre su Rai 1, va in onda Speciale da Domenica in: un programma musicale in due parti condotto da Franco Solfiti e realizzato a Ostia Antica, con la partecipazione di Manuel e Manù, Franco Calabrese, Louiselle, Luca, Mirna Doris, Adriano Pappalardo, Wilma Goich, Carlo Loffredo. In entrambi i casi, l'orario di trasmissione va dalle 19 fino alle 19.55 circa.

## Settima edizione (1982-1983)
- Messa in onda: dal 26 settembre 1982 al 26 giugno 1983
- Conduce Pippo Baudo
- Notizie sportive con Paolo Valenti
- Regia: Luigi Bonori
- Direzione Musicale: Rossano Corradetti
- Sigla iniziale: Pagaia (Tony Esposito)
- Sigla iniziale: Happy Train (Paolo Rustichelli)
- Sigla iniziale: Route 101 (Herb Alpert)
- Da questa edizione Domenica In viene trasmessa dallo Studio 2 di via Teulada (fino alla stagione 1986/87).

## Ottava edizione (1983-1984)
- Messa in onda: dal 25 settembre 1983 al 24 giugno 1984
- Conduce Pippo Baudo
- Notizie sportive con Paolo Valenti
- Direzione musicale: Rossano Corradetti
- Regia: Luigi Bonori
- Sigla: Mal d'Africa di Franco Battiato

## Nona edizione (1984-1985)
- Messa in onda: dal 30 settembre 1984 al 23 giugno 1985
- Conduce Pippo Baudo
- Notizie sportive con Paolo Valenti
- Direzione musicale: Rossano Corradetti
- Regia: Gianni Vaiano
- Sigla iniziale: Ragazzi del mondo (Pooh)
- Sigla finale: All of you (Diana Ross & Julio Iglesias)

In questa stagione il pubblico in studio è diviso per categorie di professioni (vigili urbani, pompieri, casalinghe, ecc.).
È l'ultimo anno in cui nel contenitore compaiono telefilm e il supplemento della Lotteria Italia Fantastico bis. Continuerà invece ancora per due anni la programmazione di Discoring.
Questa è l'ultima edizione presentata da Baudo, che abbandona il programma a causa dei troppi impegni lavorativi.

## Decima edizione (1985-1986)
- Messa in onda: dal 29 settembre 1985 al 29 giugno 1986
- Conduce Mino Damato con Elisabetta Gardini, il Trio Solenghi-Marchesini-Lopez e Gina Lollobrigida
- Notizie sportive con Paolo Valenti
- Regia: Leone Mancini

Quest'edizione, condotta per la prima volta da un giornalista professionista, è improntata meno sul varietà e più sull'attualità (infatti in questa stagione il programma non ha un'orchestra); Mino Damato si occupa dell'approfondimento dei fatti più importanti della settimana accaduti in Italia ed all'estero. È comunque presente anche una parte d'intrattenimento, affidata ad Elisabetta Gardini, che cura i giochi telefonici ed intervista i personaggi famosi, ed al Trio formato da Anna Marchesini, Tullio Solenghi e Massimo Lopez protagonisti di memorabili sketch comici.
A quest'edizione partecipa anche Gina Lollobrigida in qualità d'intervistatrice d'eccezione di note personalità italiane ed internazionali (che saranno poi parodiate dal Trio stesso).
Questa edizione fu proposta in un primo momento a Loretta Goggi che però declinò l'offerta.
In occasione del campionato mondiale di calcio 1986 che si svolse in Messico, nel corso della trasmissione venne anche introdotto un concorso a premi in collaborazione con le stazioni di servizio IP - Italiana Petroli, dove si poteva vincere una vasta gamma di articoli sportivi della Nazionale azzurra oppure il modello del pallone da calcio ufficiale di quei mondiali.
Il settimanale Discoring cambia fascia oraria ed inizia ad essere trasmesso dagli studi Rai di Milano. Sarà l'ultimo anno in cui il programma andrà in onda all'interno del contenitore domenicale (dalla stagione successiva passerà infatti su Rai 2 al sabato pomeriggio, divenendo così un programma autonomo).
Il taglio più serioso dato al programma determina un calo degli ascolti, tant'è che il conduttore per risollevare l'audience in una puntata si cimenterà in una camminata sui carboni ardenti.

## Undicesima edizione (1986-1987)
- Messa in onda: Dal 12 ottobre 1986[2] al 24 maggio 1987[3]
- Conduce Raffaella Carrà[2]
- Notizie sportive con Paolo Valenti[2]
- Direzione musicale: Danilo Vaona[2]
- Regia: Furio Angiolella[2]
- Sigla di testa: Curiosità cantata da Raffaella Carrà
- Sigle di chiusura: Casa dolce casa e Non so chi sei cantate da Raffaella Carrà

Dopo i risultati al di sotto delle aspettative ottenuti dall'edizione precedente, la trasmissione torna ad essere improntata interamente sul varietà.
La prima puntata inizia con la celebrazione del decennale, perciò la trasmissione viene aperta alle ore 14:00 da Corrado, ideatore e primo conduttore, che consegna simbolicamente il programma alla sua storica partner Raffaella Carrà, prima donna a condurlo.
L'ultima puntata non andò in onda a causa di uno sciopero dei tecnici. La conduttrice salutò i telespettatori la domenica prima temendo le conseguenze dello sciopero.
Discoring, passato da Rai 1 a Rai 2, fu sostituito da una nuova rubrica musicale intitolata Pinky, condotta da Red Ronnie che però non ottenne lo stesso successo e fu accantonata dopo poche settimane.
Rimase nella memoria collettiva lo sfogo della Carrà fatto in diretta all'inizio di una puntata contro un articolo pubblicato da Novella 2000 in cui veniva attaccata per aver abbandonato la madre morente (in seguito la presentatrice fece causa alla rivista, vincendola, ma venne anche pesantemente accusata su più fronti di aver fatto un uso privatistico della televisione pubblica).

## Dodicesima edizione (1987-1988)
- Messa in onda: dal 13 settembre 1987 al 19 giugno 1988
- Conduce Lino Banfi con Toto Cutugno, Paulo Roberto Falcão, Patrizio Vicedomini e Barbara Palombelli (quest'ultima solo per la prima parte di stagione)
- Notizie sportive con Paolo Valenti
- Direzione musicale: Paolo Ormi
- Coreografie: Russell Russell
- Regia: Gianni Boncompagni
- Sigla: La domenica italiana cantata da Toto Cutugno

Patrizio Vicedomini era un bimbo di 10 anni voluto dal regista per dare maggiore spontaneità al programma. Le proteste delle organizzazioni di tutela dei minori relativamente alla durata dell'impegno che avrebbe dovuto affrontare il bambino ne limitarono la presenza a brevi gag.
In questa edizione lo studio viene completamente trasformato: al posto della consueta struttura con palco e pubblico si ha un unico grande spazio ove centinaia di ragazze svolgono contemporaneamente il ruolo di pubblico, ballerine e vallette. Il regista Gianni Boncompagni riproporrà una formula simile negli anni novanta in Fininvest con la trasmissione Non è la Rai.
Da questa edizione e fino all'ultima gestita da Boncompagni, compare il gioco telefonico del Cruciverbone (poi riproposto dallo stesso Boncompagni nella prima edizione di Non è la Rai).
La trasmissione si trasferisce dagli studi di Via Teulada al Teatro 4 della Dear di Roma.

## Tredicesima edizione (1988-1989)
- Messa in onda: dal 2 ottobre 1988 all'11 giugno 1989
- Conduce Marisa Laurito con Roberto D'Agostino, Benedicta Boccoli, Brigitta Boccoli, Lisa Russo, Russell Russell, Sandro Mayer, Paolo Occhipinti e Stefania Del Prete
- Notizie sportive con Paolo Valenti (sostituito temporaneamente da Giampiero Galeazzi)
- Direzione musicale: Paolo Ormi
- Coreografie: Russell Russell
- Regia: Gianni Boncompagni
- Sigla: Ma le donne cantata da Marisa Laurito e le ragazze di Domenica in
- Studi: Dear di Roma

## Quattordicesima edizione (1989-1990)
- Messa in onda: dal 1º ottobre 1989 al 27 maggio 1990
- Conduce Edwige Fenech con Pupo, Maurizio Ferrini, Benedicta Boccoli, Brigitta Boccoli, Sandro Mayer, Bruno Vespa e Le compilations (Sabrina Marinangeli, Francesca Alotta, Nicoletta Nicolai, Flavia Astolfi, Daniela Santonocito, Maria Giada Manco, Gabriella Scalise e Cristiana Geniale).
- Notizie sportive con Paolo Valenti, sostituito temporaneamente da Fabrizio Maffei nella 1a puntata, Paolo Giani nella 2ª puntata e Giampiero Galeazzi solo per 2 puntate.
- Direzione musicale: Paolo Ormi
- Regia: Gianni Boncompagni
- Sigla: Che pizza la TV cantata da Pupo, Edwige Fenech, Gianni Boncompagni e le ragazze di Domenica in
- Studi: Dear di Roma

Per l'ultimo anno Paolo Valenti è alla guida di 90º minuto, in quanto egli scomparve a causa di una malattia pochi mesi dopo la fine del programma, il 15 novembre 1990.

## Quindicesima edizione (1990-1991)
- Messa in onda: dal 7 ottobre 1990 al 26 maggio 1991
- Conduce Gigi Sabani con Simona Tagli, Ricchi e Poveri, Gian Paolo Caldarelli, Mario Marenco, Benedicta Boccoli, Brigitta Boccoli, Carmen Russo, Elisa Satta, Toto Cutugno, Paolo Villaggio, Bruno Vespa, Sandro Mayer e Le Strangers (Elena Trastulli, Giovanna Salvucci, Sabrina Marciano, Gabriella Fazzino, Cristina Orsi e Raffaella Bergè).
- Notizie sportive con Paolo Valenti (prima), Fabrizio Maffei (poi)
- Direzione musicale: Paolo Ormi
- Regia: Simonetta Tavanti
- Sigla: Una domenica con te cantata dai Ricchi e Poveri
- Studi: Dear di Roma

Ultima edizione diretta da Gianni Boncompagni, che dalla stagione successiva passerà alla Fininvest.
A 90º minuto Fabrizio Maffei succede a Paolo Valenti dopo il decesso di quest'ultimo.

## Sedicesima edizione (1991-1992)
- Messa in onda: dal 6 ottobre 1991 al 31 maggio 1992
- Conduce Pippo Baudo con Raffaella Bergé, Nino Frassica, Lolita Morena e Ilaria Moscato
- Inviata per i collegamenti esterni: Simona Ventura
- Notizie sportive con Fabrizio Maffei
- Direzione musicale: Pippo Caruso
- Regia: Nicoletta Costantino

Per Baudo è un grande ritorno nel programma che gli ha dato la vera popolarità, che conduce col suo stile di eclettico presentatore, puntando per lo più sul gioco de Il castello, che termina con il gioco finale del drago, vero simbolo del programma: tutta la trasmissione culmina in quel gioco, che ricalca i soliti quiz "alla Baudo", in cui se il concorrente sbaglia deve ripartire da capo a rispondere (questo gioco finale in seguito sarà ripreso nella successiva stagione 1992-1993, all'interno del varietà Partita doppia, sempre condotto da Baudo, ed in seguito nuovamente nella stagione 2002-2003, in cui è divenuto un programma autonomo, intitolato proprio Il castello, e trasmesso nell'orario dell'access prime time di Rai 1).
La vera novità è l'intrattenimento dell'intero programma, affidato al "Talent Scout Show", il primo varietà musical-teatrale di nuovi talenti scoperto da Pippo Baudo al Talent Scout, storico locale romano di Nicoletta Costantino, autrice e regista del programma presente in tutte le puntate, che vanta anche la scoperta di Simona Ventura, alla sua prima apparizione in Rai come inviata. I grandi della musica, da Tina Turner a Gino Vannelli e Whitney Houston e a tutti gli altri vip della trasmissione sono ospitati all'interno dello show.
La scenografia era una riproduzione del quadro Une dimanche à la Grande Jatte di Georges Seurat.

## Diciassettesima edizione (1992-1993)
- Messa in onda: dal 4 ottobre 1992 al 25 aprile 1993
- Conducono Toto Cutugno ed Alba Parietti con Ugo Gregoretti, Giorgio Calabrese, Guglielmo Zucconi e in seguito Jocelyn
- |Notizie sportive con Gian Piero Galeazzi
- Regia: Jocelyn, Riccardo Donna
- Sigla: Arriva la domenica cantata da Toto Cutugno

La trasmissione si trasferisce negli studi del Centro di produzione Rai di Napoli.
Jocelyn, inizialmente regista del programma in quell'edizione, a partire da metà stagione ne divenne co-conduttore (alla regia arrivò Riccardo Donna) assieme a Cutugno ed alla Parietti per risollevare gli ascolti, in difficoltà rispetto al contenitore rivale Buona Domenica. Nel corso della stagione viene realizzata all'interno del contenitore domenicale una manifestazione canora per bambini dal titolo Sanremo dei piccoli. La finale verrà trasmessa su Rai 1 domenica 2 maggio 1993 con la conduzione di Toto Cutugno e la partecipazione di Adriano Pantaleo.
Gian Piero Galeazzi prese il posto di Fabrizio Maffei, alla conduzione di 90º minuto.

## Diciottesima edizione (1993-1994)
- Messa in onda: dal 3 ottobre 1993 al 22 maggio 1994
- Conducono Luca Giurato e Mara Venier con Francesca Alotta, Fiordaliso, Monica Vitti e Antonio Mazzi
- Notizie sportive con Gian Piero Galeazzi
- Regia: Adriana Borgonovo
- Sigla: Vieni a volare con noi cantata da Fiordaliso e Francesca Alotta e tutto il cast di Domenica in

La trasmissione torna in onda dagli studi della Dear di Roma, più precisamente dallo studio 4.
- L'8 maggio 1994 viene realizzata una puntata in onda dal Teatro del Casinò di Sanremo.
- Il 15 maggio 1994 il programma va in onda dal Teatro Turismo di Riccione.
- Il 22 maggio 1994 l'ultima puntata va in onda dal Teatro Comunale di Gubbio.

## Diciannovesima edizione (1994-1995)
- Messa in onda: dal 25 settembre 1994 al 27 maggio 1995
- Conduce Mara Venier con la partecipazione di don Antonio Mazzi, Stefano Masciarelli, Giucas Casella, Gian Piero Galeazzi (che conduce anche 90º minuto), Irene Fargo e Massimo Modugno
- Regia: Adriana Borgonovo
- Il 25 settembre 1994 la prima puntata va in onda dal Teatro Comunale di Gubbio.
- Il 2 ottobre 1994 la seconda puntata va in onda dal Teatro Manzoni di Pistoia.
- |Il 9 ottobre 1994 la terza puntata va in onda dal Teatro Verdi di Salerno.
- Il 16 ottobre 1994 la quarta puntata va in onda dal teatro Turismo di Riccione.
- Il 14 febbraio 1995 in occasione di San Valentino la trasmissione realizza uno speciale in prima serata in diretta dal teatro del Casinò di Sanremo.
- Il 25 giugno 1995 va in onda uno speciale in prima serata in onda da New York dal titolo Domenica in...America
- L’8 luglio 1995 va in onda uno speciale in prima serata in onda da Riccione dal titolo Domenica in...Vacanze

## Ventesima edizione (1995-1996)
- Messa in onda:{dal 23 settembre 1995 al 26 maggio 1996
- Conduce Mara Venier con la partecipazione di don Antonio Mazzi, Andrea Roncato, Gian Piero Galeazzi (che conduce anche 90º minuto), Giucas Casella, Luca Giurato, Orietta Berti, Jimmy Fontana, il Gruppo Arciliuto, Francesco Boccia, Antonella Bucci e i piccoli Manuel Cucaro e Ilaria Giaroni
- Regia: Adriana Borgonovo

Quest'edizione partì con un inaspettato colpo di scena che coinvolse direttamente la conduttrice: a conclusione della puntata dell'8 ottobre 1995, durante il ballo finale, Luca Giurato travolge e fa cadere rovinosamente la Venier, causandole un trauma distorsivo rotatorio del ginocchio destro con lesione dei legamenti esterni e del menisco. Tuttavia, dopo alcuni immediati interventi medici attuati nei giorni seguenti, la stessa Venier poté tornare a condurre la trasmissione sin dalla domenica successiva, seppur con non poche difficoltà nel movimento.
- Il 16 settembre la nuova stagione debutta con una puntata in prima serata in onda da Capri.
- Il 13 febbraio 1996 in occasione di San Valentino la trasmissione realizza per il secondo anno consecutivo uno speciale in prima serata in diretta dal teatro del Casinò di Sanremo.
- Il 4 giugno 1996 viene realizzato uno speciale in prima serata in onda da Sanremo dal titolo Domenica in Sanremo moda.

## Ventunesima edizione (1996-1997)
- Messa in onda: dal 15 settembre 1996 al 1º giugno 1997
- Conduce Mara Venier con la partecipazione di Andrea Roncato, Gian Piero Galeazzi (che conduce anche 90º minuto), Nilla Pizzi, Wilma Goich, Emanuela Aureli, Piero Focaccia, Jimmy Fontana, Betty Curtis, Donatello, Rosanna Fratello, i Ragazzi Italiani, don Antonio Mazzi
- Direzione musicale: Gianni Mazza
- Regia: Simonetta Tavanti
- Sigla: Oggi è domenica cantata da Mara Venier e tutto il cast di Domenica in

In questa edizione si verificò un particolare episodio di truffa nel gioco telefonico a premi (Le telefonate al buio) che chiudeva ogni puntata in questa edizione. Con cento milioni di lire in palio, il signor Marco Mastroianni da Roma, avendo già dato la risposta corretta alla prima domanda, rispose al secondo quesito Juliette Mayniel (madre di Alessandro Gassmann). La domanda originale (Qual è il nome della madre di Alessandro Gassman?), però, era stata sostituita dagli autori, sospettosi di irregolarità, pochi minuti prima del gioco a premi con Qual è il titolo dell'ultimo album di Franco Califano?. La puntata del 13 aprile 1997 si chiuse tra le polemiche con la conduttrice visibilmente irritata.

## Ventiduesima edizione (1997-1998)
- Messa in onda: dal 28 settembre 1997 al 31 maggio 1998
- Conduce Fabrizio Frizzi con Antonella Clerici, Luisa Corna, Alberto Angela, Donatella Raffai, Emanuela Aureli, Manlio Dovì, Mara Carfagna, Michael Pergolani e i Sei Come Sei
- Notizie sportive con Gian Piero Galeazzi
- Direzione musicale: Gianni Mazza
- Regia: Michele Guardì
- Sigla: La città della domenica cantata da Fabrizio Frizzi e tutto il cast di Domenica in

La ventiduesima edizione del contenitore domenicale venne affidata a Fabrizio Frizzi, reduce del successo del quiz Luna Park. Questa edizione di Domenica In raggiunse grande successo in termini di ascolti che non avrebbe più raggiunto sino all'edizione 2003- 2004 condotta da Paolo Bonolis. Inoltre sempre quest'edizione viene ricordata per aver visto la presenza dell'attore Vittorio Gassman come ospite in una delle sue ultime apparizioni pubbliche.
Durante la puntata speciale in onda da Sanremo Frizzi fu affiancato da Sandra Mondaini.
Nonostante gli ottimi risultati Auditel, Fabrizio Frizzi rifiutò di condurre la successiva edizione.

## Ventitreesima edizione (1998-1999)
- Messa in onda: dal 4 ottobre 1998 al 30 maggio 1999
- Conducono Giancarlo Magalli e Tullio Solenghi con Elisabetta Ferracini, Lorenza Mario, Gian Piero Galeazzi (che conduce anche 90º minuto) e Valeria Mazza, poi sostituita da Anna Falchi
- Direzione musicale: Pinuccio Pirazzoli
- Regia: Simonetta Tavanti
- Sigla: Un divano, il gatto, io e te cantata dal cast di Domenica in

## Ventiquattresima edizione (1999-2000)
- Messa in onda: dal 3 ottobre 1999 al 28 maggio 2000
- Conduce Amadeus con Romina Mondello (fino al 9 gennaio 2000), Adriana Sklenaříková Karembeu, Natalie Kriz, Piero Angela e Guido Barendson
- Notizie sportive con Fabrizio Maffei
- Direzione musicale: Pinuccio Pirazzoli
- Regia: Cesare Gigli
- Sigla: Mambo Rai cantata da Amadeus

In questa edizione Fabrizio Maffei torna alla guida di 90º minuto.

## Venticinquesima edizione (2000-2001)
- Messa in onda: dal 17 settembre 2000 al 27 maggio 2001
- Conducono Carlo Conti e Iva Zanicchi con Paolo Brosio, Rosita Celentano, Matilde Brandi, Raul Cremona, Loretta Ricci, Marco Cunsolo, Barbara Chiappini, Alessandra Cellini e Paolo Fox
- Al Portobello conducono: Simonetta Mirabelli, Margherita Ramacciotti e Marica Coco
- Gioco del Telefono con Nunzia Palermo
- Notizie sportive con Fabrizio Maffei
- Regia: Jocelyn

Il programma va in onda per questa stagione dallo storico Teatro delle Vittorie di Roma.
Nonostante un buon riscontro da parte della critica, il contenitore soffre la concorrenza di Buona Domenica che in quella edizione vanta la presenza come ospiti in studio dei concorrenti della prima edizione del Grande Fratello, fenomeno televisivo di quella stagione. Per migliorare gli ascolti vengono apportate diverse modifiche alla scaletta ed alla scenografia, ma i risultati non cambiano.
Dopo la brusca chiusura di In bocca al lupo! condotto da Amadeus, Carlo Conti decide di inserire nel contenitore domenicale buona parte del cast, del preserale da lui condotto con successo due anni prima. Tra i tanti vennero chiamati l'astrologo Paolo Fox e la corista Sabrina Marinangeli.
Quest'edizione finì al centro di polemiche in quanto in una puntata il rapper J-Ax del gruppo rap/hip-hop italiano Articolo 31 (invitato in trasmissione per ricevere il disco di platino) fece un appello a favore della legalizzazione delle droghe leggere.

## Ventiseiesima edizione (2001-2002)
- Messa in onda: dal 16 settembre 2001 al 19 maggio 2002
- Conducono Carlo Conti, Antonella Clerici, Mara Venier, ed Ela Weber con Paolo Fox, Sabrina Marinangeli, Paolo Brosio, Massimo Giuliani, Roberto Da Crema, Fabrizio Del Noce e Gianfranco Vissani
- Notizie sportive con Fabrizio Maffei
- Regia: Jocelyn

In questa edizione la trasmissione si intitola Dom&Nika In, a causa della presenza delle mascotte del programma: il cane Dom e la gattina Nika, pupazzi ideati dal regista Jocelyn sulla scia del lupo Giorgetto presente nel preserale In bocca al lupo!.
Il 1º gennaio 2002 va in onda una puntata speciale in prima serata dal titolo 2002 In, dedicata interamente all'oroscopo per il nuovo anno curato da Paolo Fox.
Fabrizio Del Noce abbandonò il programma in primavera in quanto fu nominato direttore di Rai Uno.

## Ventisettesima edizione (2002-2003)
- Messa in onda: dal 22 settembre 2002 al 25 maggio 2003
- Conduce Mara Venier con Paolo Villaggio, Milena Vukotic, Renato Balestra, Gian Piero Galeazzi, Little Tony, Stefano Masciarelli, Moira Orfei, Silvana Pampanini, Gabriella Germani e con la partecipazione del cast del musical A Chorus Line
- Notizie sportive con Fabrizio Maffei
- Regia: Cesare Gigli, Stefano Vicario, Stefano Gigli

Silvana Pampanini e Moira Orfei abbandonarono il cast della trasmissione dopo pochi mesi.
Con lo scoppio della guerra in Iraq (20 febbraio 2003), molti spazi della trasmissione furono dedicati al racconto in diretta del conflitto, tramite dei collegamenti da Baghdad con l'inviata del TG1 Lilli Gruber e vari ospiti in studio.

## Ventottesima edizione (2003-2004)
- Messa in onda: dal 5 ottobre 2003 al 30 maggio 2004
- Conduce Paolo Bonolis con Heather Parisi, Giancarlo Magalli, Claudio Lippi, Ada Alberti, Simona Samarelli, Jennifer Driver, Francesco Scimeni, Maria Mazza, Rosanna Lambertucci, Patrizia De Blanck, Dan Peterson, Mariolina Simone, Alessandro Paci, Antonella Stefanucci, Salvatore Marino, Alessio Tavecchio, Franco Oppini, Stefano Natale, Mirca Viola e Domenico Mazzullo
- Notizie sportive con Paola Ferrari
- Inviato per i collegamenti esterni: Daniele Piombi
- Direzione musicale: Stefano Caprioli
- Regia: Giancarlo Nicotra

Nonostante ottimi ascolti (dopo molti anni il contenitore domenicale della Rai riuscì di nuovo a superare negli ascolti Buona Domenica) e la riconferma da parte della Rai anche per la stagione successiva, Paolo Bonolis rifiutò di condurre un'altra edizione del programma.
In questa edizione si verificarono due episodi particolari: il monologo che Bonolis fece contro Antonio Ricci (che aveva accusato il conduttore di aver invitato in trasmissione una finta medium che sfruttava il dolore della gente); Bonolis si rivolse a Ricci rivolgendogli un laconico Per una volta in vita tua, vergognati!. Il secondo fu l'intervista fatta da Paolo Bonolis al serial killer Donato Bilancia in prigione, che suscitò scalpore e polemiche, tanto che nella puntata successiva andò in onda un messaggio di scuse da parte degli autori e dello stesso Paolo Bonolis ai telespettatori.
Inoltre in questa edizione causò delle polemiche anche la sigla iniziale del programma, una serie di spezzoni a cartoni animati di carattere satirico, che mostravano scene ritenute da alcuni troppo violente (un uomo divorato da un enorme pesce oppure una donna mangiata da un leone), tanto che dopo le prime tre puntate ne fu decisa la cancellazione e dalla quarta Domenica in non ebbe più una sigla iniziale, ma solo Bonolis che apriva il programma elencando quelli che sarebbero stati i contenuti della puntata mentre scorrevano i titoli di testa.

## Ventinovesima edizione (2004-2005)
- Messa in onda: dal 3 ottobre 2004 al 29 maggio 2005
- Conduce Mara Venier con Paolo Limiti e Massimo Giletti e con la partecipazione di Gian Piero Galeazzi, Gianfranco Vissani, Rosanna Lambertucci, Angela Melillo, Katia Noventa e Maria Monsè
- Notizie sportive con Paola Ferrari
- Direzione musicale: Stefano Caprioli
- Regia: Giancarlo Nicotra

È l'ultima edizione avente il classico formato; dalla stagione successiva il contenitore domenicale verrà diviso in blocchi distinti.
Tale edizione viene anche ricordata per via dei burrascosi rapporti che intercorrevano tra Mara Venier e il co-conduttore Massimo Giletti e per aver dato via al fenomeno Loredana Lecciso, allora sconosciuta compagna di Al Bano, protagonista di improbabili balletti trash eseguiti in coppia con la gemella Raffaella.

## Trentesima edizione (2005-2006)
- Messa in onda: dal 2 ottobre 2005 al 28 maggio 2006

Da questa edizione in poi il programma sarà diviso in tre segmenti, in realtà tre programmi molto diversi tra loro, in occasione del trentennale del programma (celebrato nel terzo segmento) e per fronteggiare il "passaggio" sulle reti Mediaset dei diritti televisivi della serie A di calcio, con conseguente chiusura della storica rubrica 90º minuto (che passò al sabato su Rai 3 per occuparsi del campionato di calcio di Serie B), che «spezzava» un programma altrimenti troppo lungo:
- 14:00-16:00 Domenica in... Maramao (solo la prima puntata) / Domenica in... TV (tutte le altre)
  - Conduce Mara Venier
  - Direzione musicale: Stefano Magnanensi
  - Regia: Gianni Boncompagni (solo nella prima puntata) e Roberto Croce (nelle altre)
- Il 23 febbraio 2006 il programma va in onda in diretta dal teatro Nuovo di Torino con una puntata speciale dedicata ai Giochi olimpici invernali del 2006.
- 16:00-18:00 Domenica in... L'arena
  - Conduce Massimo Giletti con Luisa Corna e Rosanna Lambertucci
  - Direzione musicale: Sandro Comini
  - Regia: Angelo Cesario
- 18:00-20:00 Domenica in... Ieri, oggi e domani
  - Conduce Pippo Baudo
  - Direzione musicale: Pippo Caruso
  - Regia: Stefano Gigli

Nel gennaio 2006 la prima parte della trasmissione, condotta da Mara Venier, fu sospesa per una domenica a causa di una lite avvenuta in studio tra Adriano Pappalardo e Antonio Zequila che destò scalpore.

## Trentunesima edizione (2006-2007)
- Messa in onda: dal 1º ottobre 2006 al 27 maggio 2007
- 14:00-17:00 Domenica in... Insieme
  - Conduce Lorena Bianchetti con Monica Setta, Massimo Giletti, Luisa Corna e Rosanna Lambertucci
  - Direzione musicale: Sandro Comini
  - Regia: Roberto Croce
- 17:05-17:20 Domenica in... Giochiamo
  - Conduce Nunzia Palermo
  - Regia: Roberto Croce
- 17:20-18:00 Domenica in... L'arena
  - Conduce Massimo Giletti
  - Regia: Roberto Croce
- 18:00-20:00 Domenica in... Ieri, oggi e domani
  - Conduce Pippo Baudo
  - Direzione musicale: Pippo Caruso
  - Regia: Stefano Gigli

All'interno del primo spazio vi erano piccoli segmenti nei quali ognuno dei co-conduttori si occupava di un determinato argomento (Monica Setta trattava la politica e l'attualità, Luisa Corna la musica e Rosanna Lambertucci la salute. Massimo Giletti conduceva un talk show dalle 15:45 alle 16:15 dal titolo 30 contro 1).

## Trentaduesima edizione (2007-2008)
- Messa in onda: dal 30 settembre 2007 al 25 maggio 2008
- 14:00-15:10 Domenica in... L'arena
  - Conduce Massimo Giletti
- 15:10-17:40 Domenica in... Insieme
  - Conduce Lorena Bianchetti con Monica Setta, Luisa Corna e Rosanna Lambertucci e con la partecipazione di Alba Parietti e Simona Izzo
  - Direzione musicale: Sandro Comini
- 17:40-20:00 Domenica in... Ieri, oggi e domani
  - Conduce Senza fonte|Pippo Baudo

Come per l'edizione precedente nel secondo segmento ognuna delle co-conduttrici si occupava di un argomento (Monica Setta la politica e l'attualità, Luisa Corna la musica e Rosanna Lambertucci la salute). A fine puntata la conduttrice Lorena Bianchetti si occupava in solitaria di cronaca rosa.

## Trentatreesima edizione (2008-2009)
- Messa in onda: dal 28 settembre 2008 al 31 maggio 2009
- 14:00-15:15 Domenica in... L'arena
  - Conduce Massimo Giletti
- 15:15-18:00 Domenica in... Insieme
  - Conduce Lorena Bianchetti con Monica Setta, Luisa Corna, Rosanna Lambertucci e Katia Noventa
  - Direzione musicale: Sandro Comini
- 18:00-20:00 Domenica in... 7 Giorni
  - Conduce Pippo Baudo

Anche in questa edizione nel segmento condotto da Lorena Bianchetti le varie co-conduttrici si occupano di argomenti diversi (Monica Setta la politica e l'attualità, Luisa Corna la musica, Rosanna Lambertucci la salute e Katia Noventa la moda.
La Rai riacquisì in questa stagione i diritti televisivi della Serie A di calcio e 90º minuto tornò ad occuparsi anche del massimo campionato; i vertici aziendali decidono di ricollocare la rubrica nella storica fascia delle 18:00-19:00 della domenica ma invece che sulla prima rete si optò per la sua collocazione su Rai 2 (creando così continuità con le altre trasmissioni sportive domenicali della seconda rete Quelli che il calcio e Stadio Sprint) mantenendo così invariato il nuovo assetto del pomeriggio domenicale di Rai 1.

## Trentaquattresima edizione (2009-2010)
- Messa in onda: dal 27 settembre 2009 al 30 maggio 2010
- 14:00-15:30 Domenica in... L'arena
  - Conduce Massimo Giletti con la partecipazione di Klaus Davi
  - Regia: Giovanni Caccamo
- 15:30-18:50 Domenica in... 7 Giorni
  - Conduce Pippo Baudo con Sofia Bruscoli e la partecipazione di Valeria Marini

Da questa edizione in poi, il nuovo direttore di Rai 1, Mauro Mazza decise di ridurre la messa in onda da sei ore (storicamente la trasmissione andava in onda dalle 14:00, orario in cui terminava il TG1 delle 13:30, alle 20:00, orario d'inizio del TG1 della sera), a 4 ore e 50 minuti, per lasciare spazio a L'eredità, in modo da contrastare la concorrenza di Canale 5. Inizialmente, durante la direzione di Fabrizio Del Noce, era previsto che tra lo spazio di Giletti e quello di Baudo ci fosse una fiction ma Mazza decise di ricompattare il programma e dare spazio nel preserale al game show di Carlo Conti.
Solo la puntata speciale dedicata del 21 febbraio 2010 al Festival di Sanremo è andata in onda fino alle 20:00 (con L'arena dalle 14:00 alle 15:55 e 7 giorni dalle 15:55 fino alla conclusione della puntata.

## Trentacinquesima edizione (2010-2011)
- Messa in onda: dal 26 settembre 2010 al 29 maggio 2011
- 14:00-15:55 Domenica in... L'arena
  - Conduce Massimo Giletti con la partecipazione di Klaus Davi e Gianni Ippoliti
  - Sigla: Buoni o cattivi di Vasco Rossi
  - Regia: Giovanni Caccamo
- 15:55-16:15 Domenica in... Amori
  - Conduce Sonia Grey con Luca Giurato e Maurizio Battista
- 16:15-18:50 Domenica in... Onda
  - Conduce Lorella Cuccarini con Massimiliano Rosolino (fino al 31 ottobre 2010) e dal 6 febbraio 2011 La Pina, Paola Barale, Wilma De Angelis, Anna Dello Russo e Roberta Lanfranchi. In seguito anche Simona Marchini, Laura Efrikian, Tosca D'Aquino, Nicoletta Orsomando, Monica Mosca e Angela Melillo
  - Sigla: Il mio viaggio cantata da Lorella Cuccarini

Mentre il segmento condotto dalla Cuccarini non raggiunge il successo sperato, venendo sempre battuto dal concorrente Domenica Cinque, L'arena di Giletti si conferma invece leader degli ascolti nella sua fascia oraria.

## Trentaseiesima edizione (2011-2012)
- Messa in onda: dal 2 ottobre 2011 al 27 maggio 2012
- 14:00-16:15 Domenica in... L'arena
  - Conduce Massimo Giletti con la partecipazione di Klaus Davi e Gianni Ippoliti
  - Sigla: Buoni o cattivi di Vasco Rossi
  - Regia: Giovanni Caccamo
- 16:15-18:50 Domenica in... Così è la vita
  - Conduce Lorella Cuccarini con la partecipazione di Pierluigi Diaco e Irene Pivetti
  - Sigla: Così è la vita

In questa edizione del programma, all'interno de L'arena, Giletti sperimenta nuovi segmenti: Due contro tutti, dove due personaggi del mondo dello spettacolo, del cinema, della musica e della politica si sfidavano parlando di temi d'attualità, e Protagonisti, dove settimanalmente si susseguono attori, cantanti e tanti altri ospiti.
Il segmento condotto dalla Cuccarini passa sotto il controllo di Daniel Toaff (autore de La vita in diretta) e viene incentrato su tematiche di costume, su storie di persone comuni raccontate attraverso mini-fiction e di spettacolo, e sull'attualità di tutti i giorni. Questa volta lo spazio raggiunge grande successo, risultando stavolta sempre vincente contro il contenitore rivale Domenica Cinque condotto da Federica Panicucci e Claudio Brachino.
Nella puntata speciale dedicata al Festival di Sanremo L'arena va in onda dalle 14:00 alle 16:35 e Così è la vita dalle 16:35 alle 20:00.

## Trentasettesima edizione (2012-2013)
- Messa in onda: dal 30 settembre 2012 al 26 maggio 2013
- 14:00-16:25 Domenica in... L'arena
  - Conduce Massimo Giletti con la partecipazione di Klaus Davi e Gianni Ippoliti
  - Sigle: Buoni o cattivi di Vasco Rossi per il talk e Standing ovation di Vasco Rossi per lo spazio Protagonisti
  - Regia: Giovanni Caccamo
- 16:35-18:50 Domenica in... Così è la vita
  - Conduce Lorella Cuccarini con la partecipazione di Pierluigi Diaco, Irene Pivetti, Paolo Crepet, don Antonio Mazzi, Simona Izzo e Ricky Tognazzi
  - Regia: Maurizio Catalani

Anche in questa stagione il programma ottiene un enorme successo in entrambi i segmenti, riuscendo a battere la concorrenza del concorrente Domenica Live, che otterrà ascolti appena sufficienti. Massimo Giletti con L'arena raggiunge ascolti sempre crescenti, facendo vincere al programma il Premio regia televisiva come uno dei dieci migliori programmi dell'anno.
Nella puntata del 17 febbraio, in diretta da Sanremo, L'arena va in onda dalle 14:00 alle 15:55 e Così è la vita dalle 15:55 alle 20:00.

## Trentottesima edizione (2013-2014)
- Messa in onda: dal 29 settembre 2013 al 18 maggio 2014
- Conduce Mara Venier
- Direzione musicale: Mimmo Sessa (solo 1ª puntata) e Stefano Magnanensi (dalla 2ª puntata)
- Regia: Giuseppe Bucolo, Simonetta Tavanti e Roberto Croce

Da questa edizione il segmento L'arena, condotto da Massimo Giletti, diventa una trasmissione autonoma mantenendo comunque il medesimo orario (14:00-16:25). Di conseguenza Domenica in torna a essere un programma unico e con un solo conduttore, ma la sua durata viene ridotta a poco più di due ore (dalle 16:35 alle 18:45).
Nonostante il ritorno di Mara Venier e la rotta verso l'intrattenimento puro, la trasmissione non ottiene gli ascolti sperati e viene spesso battuta dalla concorrenza.

## Trentanovesima edizione (2014-2015)
- Messa in onda: dal 28 settembre 2014 al 24 maggio 2015
- Conducono Paola Perego e Pino Insegno
- Regia: Giuliana Baroncelli

Solo nella prima puntata dalle 16:00 alle 16:25 va in onda un'anteprima del programma.
In questa stagione la trasmissione abbandona lo storico studio 4 della Dear di Roma (da cui viene trasmessa L'arena) e si sposta allo Studio 3 del Centro di produzione di Via Teulada 66, sempre a Roma.

## Quarantesima edizione (2015-2016)
- Messa in onda: dal 27 settembre 2015 al 15 maggio 2016
- Conducono Paola Perego e Salvo Sottile con la partecipazione di Raffaele Morelli, Antonio Giuliani e Stefano Masciarelli (dalla terza puntata) inoltre dalla puntata 10 alla puntata 19 con la partecipazione straordinaria di Nunzia Palermo
- Notizie sportive con Gian Piero Galeazzi (solo nella prima parte di stagione)
- Inviata: Maria Elena Fabi
- Direzione musicale: Marco Sabiu
- Regia: Fabrizio Guttuso Alaimo
- Sigla: È Domenica cantata da Marco Sabiu, dall'orchestra e dalle Ladiesgang (queste ultime ottobre-dicembre)

Il programma si sposta per la prima volta nella sua storia negli studi di Cinecittà, precisamente nel teatro 18.
Caratteristica dell'edizione è l'introduzione di un tavolo al centro dello studio durante la prima parte di ogni puntata, dove i conduttori interagiscono e scambiano opinioni con gli ospiti su determinati argomenti e tematiche.
Capo progetto del programma è Maurizio Costanzo, che interviene spesso durante le varie puntate con sentenze ironiche e perle di saggezza, coadiuvato da Luca Zanforlin. Con l'ausilio del materiale delle Teche Rai è inoltre realizzato lo spazio denominato Ricordando curato da Costanzo stesso.
Dalla 23ª puntata, per decisione dell'allora direttore generale Antonio Campo Dall'Orto, lo spazio dedicato alla cronaca nera, generalmente ad inizio puntata, viene soppresso e sostituito da un'intervista spesso condotta da Sottile con le carte da gioco.

## Quarantunesima edizione (2016-2017)
- Messa in onda: dal 25 settembre 2016 al 30 aprile 2017
- Conduce Pippo Baudo con Chiara Francini (fino al 5 febbraio) e con la partecipazione di Manuela Zero
- Direzione musicale: Bruno Biriaco
- Regia: Fabrizio Guttuso Alaimo

Questa edizione vede il ritorno, dopo sei stagioni, dell'allora ottantenne Pippo Baudo, che rafforza così il suo record assoluto per numero di edizioni condotte (tredici). Al suo fianco è presente, in qualità di co-conduttrice, l'attrice Chiara Francini, che abbandonerà il programma nel febbraio successivo per impegni teatrali, tornando occasionalmente come ospite.
Ogni settimana la sigla è differente ed è una canzone celebre dedicata alla domenica e interpretata dall'esordiente Manuela Zero, scelta personalmente dal conduttore nell'intento di ripristinare il ruolo della classica showgirl con momenti musicali e balletti, nei quali è coadiuvata dal corpo di ballo. Nelle prime puntate è anche presente un apposito spazio in cui viene ripercorsa la storia del contenitore, in occasione dei quarant'anni esatti dal debutto del programma.
Conseguentemente all'allungamento de L'arena, in questa stagione la durata del programma viene ridotta a soli 100 minuti, dalle 17:05 alle 18:45, ed è attualmente l'edizione dalla durata più breve nella storia quarantennale della trasmissione, anche in quanto a numero di puntate realizzate (la stagione termina a fine aprile, con largo anticipo rispetto al passato). Inoltre salta, per la prima volta dal 1995, la tradizionale puntata sanremese all'indomani della finale del Festival di Sanremo 2017, a causa di problemi di salute di Baudo, venendo così sostituita da una puntata speciale de L'arena, che per l'occasione si allunga fino alle 18:45.
Nonostante gli ascolti siano piuttosto bassi e l'impianto ''baudiano'', seppur dai toni sobri ed eleganti, sia stato definito troppo datato e antico, l'edizione è stata accolta positivamente dalla critica, dando merito a Baudo di aver provato a risollevare la qualità dei contenuti offerti dal programma, riportando momenti culturali riguardanti la musica lirica, la promozione di libri, spettacoli teatrali e film, oltre alla partecipazione di ospiti di prestigio assenti da svariate stagioni.

## Quarantaduesima edizione (2017-2018)
- Messa in onda: dal 15 ottobre 2017 al 27 maggio 2018
- Conduce Cristina Parodi con Benedetta Parodi e la partecipazione di Claudio Lippi, Adriano Panatta, Leonardo Fiaschi, Marco Marzocca (fino al 19 novembre) e Lillo e Greg (fino al 19 novembre) e dal 4 marzo Sal Da Vinci, Karima e Silvia Salemi
- Inviate: Angela Rafanelli e Ilenia Petracalvina
- Direzione musicale: Luigi Saccà
- Musiche: Sunday's Band
- Regia: Fabrizio Guttuso Alaimo
- Sigla: INseparabili, cantata da Cristina e Benedetta Parodi (solo strumentale dal 3 dicembre)

La trasmissione si sposta nel Teatro 3 di Cinecittà a Roma.
Orfano de L'arena di Massimo Giletti, che per scelta editoriale dell'azienda viene cancellato dopo 13 anni, il pomeriggio domenicale della prima rete vede il ritorno in primo piano della trasmissione, a partire sin dal primo pomeriggio, in onda dalle 14:00 alle 17:30, per una durata di tre ore e mezza e un'iniziale formula che riprende la struttura di un vero e proprio lungo contenitore.
La conduzione è inizialmente affidata alla coppia inedita delle sorelle Cristina e Benedetta Parodi, padrone di casa dello studio che vuole ricreare un vero e proprio appartamento a più ambienti, tra cui la cucina, luogo dove Benedetta si cimenta in ricette di diverso genere. A causa di un continuo calo di ascolti, dal 3 dicembre la scenografia viene radicalmente modificata, Benedetta Parodi viene declassata ad una rubrica di cucina in esterna e la chiusura della trasmissione viene anticipata alle ore 17:00 (dopo la trasmissione va in onda un ciclo di tv movie dal titolo Domenica in Love) e dal 18 marzo 2018 alle 16:30, per fare spazio alle rimanenti puntate della seconda stagione della fiction È arrivata la felicità, anch'essa spostata alla domenica pomeriggio a causa di un calo di ascolti. Dal 6 maggio la trasmissione torna ad andare in onda fino alle ore 17:00.
La consueta puntata speciale sul Festival di Sanremo 2018, trasmessa l'11 febbraio 2018 dal Teatro Ariston di Sanremo, va in onda fino alle 18:45 con la sola presenza di Cristina Parodi e Leonardo Fiaschi.

## Quarantatreesima edizione (2018-2019)
- Messa in onda: dal 16 settembre 2018 al 26 maggio 2019
- Conduce Mara Venier con la partecipazione di Alessia Macari (fino al 7 ottobre) e Fiorenza D'Antonio (dal 21 ottobre)
- Sigla: Amori della zia, cantata dalla band di Domenica in
- Direzione musicale: Stefano Magnanensi
- Regia: Sergio Colabona e Roberto Croce

La trasmissione si sposta allo Studio 3 degli studi televisivi Fabrizio Frizzi in Roma. Il programma torna quindi ad essere trasmesso dagli studi ex Dear, ora intitolati al conduttore romano scomparso nel marzo 2018.
Analogamente al primo periodo dell'edizione precedente, il programma va in onda per una durata di tre ore e mezza, dalle 14:00 alle 17:30, seguito da La prima volta di Cristina Parodi.
Il rientro di Mara Venier, a quattro anni di distanza dall'ultima stagione condotta, vede ogni puntata iniziare con un talk su un argomento divisivo, trattato in studio con vari opinionisti, e continuare con le interviste agli ospiti da parte della conduttrice. Con il passare delle puntate lo spazio dedicato al talk viene cancellato e sostituito da altre interviste faccia a faccia.
|All'interno della trasmissione, fino alla quarta puntata, è stato anche allestito un ironico e fittizio talent show chiamato Una canzone per Mara, nel quale i concorrenti che vi partecipano si esibiscono con un brano musicale appositamente scritto per la conduttrice. Questo spazio è condotto ogni settimana da uno o più ospiti diversi e prevede giudici a rotazione (solitamente due o tre ospiti della puntata), al fianco della presenza fissa della Venier.
Inoltre questa edizione vede il parallelo ritorno del gioco storico del tabellone, con vallette Alessia Macari prima e Fiorenza D'Antonio poi. Questo spazio viene poi cancellato con il passare delle settimane.
La puntata speciale dedicata al Festival di Sanremo 2019 del 10 febbraio 2019 va in onda dalle 14:00 alle 18:45, ottenendo un ottimo risultato in termini di ascolti.

## Quarantaquattresima edizione (2019-2020)
- Messa in onda: dal 15 settembre 2019 al 28 giugno 2020
- Conduce Mara Venier con la partecipazione di Orietta Berti (solo per le prime puntate)
- Sigla: Amori della zia, cantata dalla band di Domenica in
- Direzione musicale: Stefano Magnanensi
- Regia: Roberto Croce

La trasmissione si tiene, come l'anno precedente, allo Studio 3 degli studi televisivi Fabrizio Frizzi in Roma dalle 14:00 alle 17:30, seguita dal programma Da noi... a ruota libera, condotto da Francesca Fialdini.
Il programma inizia l'annata con la stessa formula dell'ultimo periodo dell'edizione precedente, ovvero interviste faccia a faccia tra la conduttrice e i vari ospiti.
Anche quest'anno, la puntata speciale dedicata al Festival di Sanremo 2020 del 9 febbraio 2020 va in onda dalle 14:00 alle 18:45, ottenendo sempre un ottimo risultato in termini di ascolti. Solo in questa occasione Stefano Vicario sostituisce Roberto Croce alla regia.
Dall'8 marzo 2020 il programma, in ottemperanza alle procedure governative riguardo l'emergenza per la pandemia di COVID-19, va in onda senza pubblico in studio; il 15 marzo 2020 viene sospeso per una puntata speciale di Italia Sì! di Marco Liorni (che va saltuariamente di domenica), sempre per via della suddetta emergenza. In questo periodo la trasmissione si divide in uno spazio informativo dedicato alla pandemia in corso e uno spazio di interviste con solo la conduttrice presente in studio e i vari ospiti presenti in collegamento video. L'edizione viene in seguito prolungata fino al 28 giugno, non terminando più il 14 giugno come inizialmente previsto.

## Quarantacinquesima edizione (2020-2021)
- Messa in onda: dal 13 settembre 2020 al 27 giugno 2021
- Conduce Mara Venier con la partecipazione di Marco Marzocca (solo per le prime puntate) e Vincenzo De Lucia (dal 7 febbraio)
- Sigla: Amori della zia, cantata dalla band di Domenica in
- Direzione musicale: Stefano Magnanensi
- Regia: Flavia Unfer

La trasmissione è seguita dal programma Da noi... a ruota libera, che, a differenza dell’edizione precedente, viene allungata per 15 minuti passando alla fascia oraria 17:20-18:45, di conseguenza facendo accorciare Domenica in nell'orario 14:00-17:15. Ogni puntata di questa edizione è divisa in uno spazio informativo dedicato alla pandemia di COVID-19 con vari opinionisti in studio e in collegamento e uno spazio di interviste, con alcuni ospiti presenti in studio e altri in collegamento. Anche quest'edizione va in onda senza pubblico a causa della suddetta pandemia.
La puntata speciale dedicata al Festival di Sanremo 2021 del 7 marzo 2021, in onda dal Teatro Ariston, va in onda eccezionalmente dalle 16:10 alle 20:00, preceduta dalla Santa Messa del Papa in Iraq, e, analogamente a quanto accaduto durante la kermesse, va in onda senza la presenza del pubblico.

### Puntate
| Puntata | Messa in onda     | Ospiti | Ascolti        | Ascolti     | Ascolti        | Ascolti       | Note   |
| Puntata | Messa in onda     | Ospiti | Prima parte    | Prima parte | Seconda parte  | Seconda parte | Note   |
| Puntata | Messa in onda     | Ospiti | Telespettatori | Share       | Telespettatori | Share         | Note   |
| ------- | ----------------- | --- | -------------- | ----------- | -------------- | ------------- | ------ |
| 1       | 13 settembre 2020 | Loretta Goggi, Romina Power, Francesco Le Foche, Anna Tatangelo, Claudio Amendola, Mika | 2 247 000      | 14.58%      | 1 940 000      | 13.75%        | [ 12 ] |
| 2       | 20 settembre 2020 | Pierfrancesco Favino, Gigi D'Alessio, Roby Facchinetti, Milly Carlucci, Barbara De Rossi, Guillermo Mariotto, Alberto Matano, Giampiero Mughini | 2 139 000      | 13.9%       | 2 178 000      | 17.2%         | [ 13 ] |
| 3       | 27 settembre 2020 | Emma Marrone, Alessandra Mastronardi, Lino Guanciale, Rita dalla Chiesa, Massimo Lopez, Selvaggia Lucarelli, Alberto Matano, Guillermo Mariotto, Paolo Conticini, Alessandra Mussolini | 2 635 000      | 15.2%       | 2 555 000      | 16.2%         | [ 14 ] |
| 4       | 4 ottobre 2020    | Alessandro Gassmann, Maya Sansa, Andrea Sartoretti, Giovanna Mezzogiorno, Rocco Hunt, Francesco Le Foche, Selvaggia Lucarelli, Guillermo Mariotto | 2 578 000      | 15.4%       | 2 239 000      | 14.7%         | [ 15 ] |
| 5       | 11 ottobre 2020   | Renzo Arbore, Luca Argentero, Maria De Filippi, Alberto Matano, Selvaggia Lucarelli, Guillermo Mariotto, Matteo Bassetti | 3 551 000      | 19.2%       | 3 211 000      | 18.7%         | [ 16 ] |
| 6       | 18 ottobre 2020   | Yari Carrisi, Francesca Manzini, Ezio Greggio, Enzo Iacchetti, Ilaria Capua, Guillermo Mariotto, Selvaggia Lucarelli, Alessandra Mussolini | 3 240 000      | 18.5%       | 2 673 000      | 17%           | [ 17 ] |
| 7       | 25 ottobre 2020   | Ezio Greggio, Marco Bocci, Francesco Gabbani | 3 038 000      | 16.5%       | 2 656 000      | 15.9%         | [ 18 ] |
| 8       | 1º novembre 2020  | Giuseppe Fiorello, Claudia Pandolfi, Nicole Grimaudo, Giorgio Panariello | 3 094 000      | 16.7%       | 3 012 000      | 18.8%         | [ 19 ] |
| 9       | 8 novembre 2020   | Patty Pravo, Red Canzian, Giancarlo Giannini, Giovanna Botteri | 3 823 000      | 19.7%       | 3 185 000      | 18.2%         | [ 20 ] |
| 10      | 15 novembre 2020  | Tiziano Ferro, Matteo Bassetti | 3 188 000      | 16.1%       | 3 268 000      | 18.4%         | [ 21 ] |
| 11      | 22 novembre 2020  | Carolyn Smith, Guillermo Mariotto, Ivan Zazzaroni, Fabio Canino, Selvaggia Lucarelli, Alessandra Mussolini, Iva Zanicchi, Giovanna Ralli, Matteo Bassetti, Elena Sofia Ricci | 3 388 000      | 17.1%       | 2 977 000      | 15.9%         | [ 22 ] |
| 12      | 29 novembre 2020  | Renato Zero, Alessandra Mussolini, Francesco Le Foche, Alfonso Bonafede, Ornella Vanoni | 3 872 000      | 19.2%       | 3 436 000      | 18.1%         | [ 23 ] |
| 13      | 6 dicembre 2020   | Christian De Sica, Massimo Boldi, Vittoria Schisano, Carlo Conti, Massimo Gramellini, Patty Pravo | 3 211 000      | 16.1%       | 2 980 000      | 15.8%         | [ 24 ] |
| 14      | 13 dicembre 2020  | Andrea Bocelli, Ilaria Capua, Ferzan Özpetek, Aldo Cazzullo, Gabriella Carlucci, Paolo Conticini, Luca Cordero di Montezemolo, Achille Lauro | 2 966 000      | 15.9%       | 2 673 000      | 16%           | [ 25 ] |
| 15      | 20 dicembre 2020  | Zucchero, Stefano De Martino, Biagio Izzo, Massimo Boldi, Gennaro Esposito, Andrea Sannino, Al Bano, Clementino, Gigi D'Alessio | 2 932 000      | 15.9%       | 2 614 000      | 15.4%         | [ 26 ] |
| 16      | 27 dicembre 2020  | Massimo Ranieri, Roberto Bolle, Clementino, Roberto Speranza, Domenico Arcuri | 3 421 000      | 17.9%       | 3 655 000      | 20.2%         | [ 27 ] |
| 17      | 3 gennaio 2021    | Roby Facchinetti, Pierpaolo Sileri, Cristiana Capotondi, Alba Parietti, Ferzan Özpetek, Giovanna Botteri, Guillermo Mariotto | 3 703 000      | 18%         | 3 544 000      | 18.2%         | [ 28 ] |
| 18      | 10 gennaio 2021   | Beppe Fiorello, Sandra Milo, Roberto Vecchioni, Francesco Le Foche | 3 524 000      | 16.9%       | 3 114 000      | 16.2%         | [ 29 ] |
| 19      | 17 gennaio 2021   | Lapo Elkann, Domenico Arcuri, Gina Lollobrigida, Katia Ricciarelli, Serena Rossi | 3 714 000      | 18.1%       | 3 501 000      | 18.5%         | [ 30 ] |
| 20      | 24 gennaio 2021   | Francesco Le Foche, Vittorio Feltri, Gina Lollobrigida, Isabella Rossellini, Franco Nero | 3 476 000      | 17.5%       | 3 159 000      | 17.6%         | [ 31 ] |
| 21      | 31 gennaio 2021   | Walter Ricciardi, Roberto Poletti, Alessandra Martines, Kabir Bedi, Ornella Vanoni, Mario Biondi, Caterina Balivo, Antonella Clerici | 3 558 000      | 18.2%       | 3 314 000      | 18.3%         | [ 32 ] |
| 22      | 7 febbraio 2021   | Matteo Bassetti, Gemelle Kessler, Nunzia De Girolamo | 3 399 000      | 18.4%       | 2 888 000      | 16.3%         | [ 33 ] |
| 23      | 14 febbraio 2021  | Romina Power, Pierpaolo Sileri, Francesco Le Foche, Giovanna Botteri, Dario Argento, Asia Argento, Alberto Urso | 3 144 000      | 17.6%       | 2 852 000      | 16.8%         | [ 34 ] |
| 24      | 21 febbraio 2021  | Matteo Bassetti, Alessandro Sallusti, Ornella Muti, Laura Chiatti, Carlo Verdone, Luisa Ranieri, Chiara Francini, Mahmood | 3 159 000      | 18.4%       | 2 652 000      | 16.3%         | [ 35 ] |
| 25      | 28 febbraio 2021  | Ilaria Capua, Francesco Le Foche, Al Bano, Amadeus | 3 267 000      | 19.4%       | 2 621 000      | 17.4%         | [ 36 ] |
| 26      | 7 marzo 2021      | Speciale Sanremo 2021 (si esibiscono i cantanti in gara) Ospiti: Achille Lauro, Cristiano Malgioglio, Giovanna Botteri, Pino Strabioli, Roberto Poletti, Francesca Barra, Claudio Santamaria, Tecla Insolia Questa puntata è composta da tre parti. L'ultima (terza) parte della 26a puntata ha avuto 5.518.000 telespettatori e il 24,8% di share. | 3 534 000      | 22.2%       | 4 278 000      | 24.3%         | [ 37 ] |
| 27      | 14 marzo 2021     | Arisa, Noemi, Annalisa, Aiello, Ermal Meta | 3 779 000      | 19.9%       | 3 354 000      | 18.8%         | [ 38 ] |
| 28      | 21 marzo 2021     | Francesco Le Foche, Giovanna Botteri, Alberto Matano, Ferzan Özpetek, Francesco Passerini, Bugo, Matilda De Angelis, Coma Cose, Madame, Ghemon | 3 757 000      | 18.7%       | 3 170 000      | 17.3%         | [ 39 ] |
| 29      | 28 marzo 2021     | Pierpaolo Sileri, Francesco Vaia, Katia Ricciarelli, Mara Maionchi, Belén Rodríguez, Orietta Berti | 3 577 000      | 19.7%       | 3 189 000      | 20.8%         | [ 40 ] |
| 30      | 4 aprile 2021     | Pierpaolo Sileri, Francesco Le Foche, Katia Ricciarelli, Giovanna Ralli, Romina Power, Cristiano Malgioglio, Enrico Papi | 2 797 000      | 19.1%       | 2 526 000      | 17.8%         | [ 41 ] |
| 31      | 11 aprile 2021    | Alessandro Sallusti, Enrico Brignano, Fedez, Pupo, Rita dalla Chiesa, Francesca Michielin | 3 620 000      | 18.07%      | 3 261 000      | 17.49%        | [ 42 ] |
| 32      | 18 aprile 2021    | Sabrina Ferilli, Francesco Vaia, Letizia Moratti, Ricchi e Poveri, Coma Cose, Donatella Rettore | 3 359 000      | 17.1%       | 3 045 000      | 15.9%         | [ 43 ] |
| 33      | 25 aprile 2021    | Roberto Speranza, Aldo Cazzullo, Piera Maggio, Elisabetta Gregoraci, Rocío Muñoz Morales, Claudia Pandolfi | 3 108 000      | 18.6%       | 2 687 000      | 17.9%         | [ 44 ] |
| 34      | 2 maggio 2021     | Pooh, Peppino di Capri, Aiello, Nello Buongiorno, Adriano Panatta, Paolo Bertolucci | 2 987 000      | 17.94%      | 2 529 000      | 16.96%        | [ 45 ] |
| 35      | 9 maggio 2021     | Pierpaolo Sileri, Francesco Le Foche, Giovanna Botteri, Mariastella Gelmini, Kabir Bedi, Vanessa Incontrada, Selvaggia Lucarelli | 2 871 000      | 19.2%       | 2 262 000      | 16.2%         | [ 46 ] |
| 36      | 16 maggio 2021    | Giovanna Botteri, Peppino di Capri, Alberto Matano, Sandra Milo, Ermal Meta | 3 172 000      | 18.4%       | 2 664 000      | 17.4%         | [ 47 ] |
| 37      | 23 maggio 2021    | Mariastella Gelmini, Alessandro Sallusti, Enzo Miccio, Al Bano, Giuliano Sangiorgi, Pierfrancesco Favino, Alberto Angela | 2 822 000      | 17.7%       | 2 084 000      | 14%           | [ 48 ] |
| 38      | 30 maggio 2021    | Il Volo, Al Bano, Pupo, Bobby Solo, Rita Pavone, Mal, Rosanna Fratello, Antonella Boralevi, Cristiana Ciacci, Anna Tatangelo, Micaela Ramazzotti | 2 572 000      | 16.6%       | 2 510 000      | 19.2%         | [ 49 ] |
| 39      | 6 giugno 2021     | Pierpaolo Sileri, Francesco Vaia, Alessandro Sallusti, Cristiana Ciacci, Bobby Solo, Orietta Berti, Edoardo Vianello, Gessica Notaro, Ron | 2 545 000      | 16.3%       | 2 471 000      | 18.4%         | [ 50 ] |
| 40      | 20 giugno 2021    | Pierpaolo Sileri, Matteo Bassetti, Maurizio Costanzo, Orietta Berti, Nino Frassica, Paola Minaccioni, Giulia Stabile, Boomdabash, Salvatore Esposito, Bruno Venturini | 2 681 000      | 18.8%       | 2 524 000      | 19.7%         | [ 51 ] |
| 41      | 27 giugno 2021    | Jerry Calà, Cristiano Malgioglio, Achille Lauro, Max Biaggi, Antonio Mazzi, Beppe Carletti, Giovanna Ralli, Serena Rossi, Andrea Sannino | 2 381 000      | 17.5%       | 2 095 000      | 16.7%         | [ 52 ] |

## Quarantaseiesima edizione (2021-2022)
- Messa in onda: dal 19 settembre 2021 al 5 giugno 2022
- Conduce Mara Venier con la partecipazione di Pierpaolo Pretelli (dal 7 novembre al 30 gennaio)
- Sigla: Amori della zia, cantata dalla band di Domenica in (fino al 30 gennaio), Domenica di Achille Lauro (dal 13 febbraio)
- Direzione musicale: Stefano Magnanensi
- Regia: Roberto Croce
- Puntate: 38

In quest'edizione viene inizialmente eliminato il talk dedicato alla pandemia e riprendono a essere trattate le storie di cronaca. Inoltre, in ogni puntata a uno degli ospiti è richiesto di portare in studio un artista emergente da far esibire e far conoscere al pubblico.
Dal 17 ottobre torna il pubblico in studio mentre dal 14 novembre torna lo spazio talk — tuttavia non sempre presente — per raccontare prima la quarta ondata della pandemia e poi il conflitto della Russia con l'Ucraina. Successivamente prende il via il gioco telefonico del musichiere, co-condotto con Pierpaolo Pretelli e interrotto definitivamente dopo qualche settimana.
Anche in questa stagione la trasmissione è seguita da Da noi... a ruota libera di Francesca Fialdini.
La puntata speciale dedicata al Festival di Sanremo 2022 del 6 febbraio 2022 è andata in onda, come di consueto, dal Teatro Ariston dalle 14:00 alle 18:45, registrando ottimi ascolti.

### Puntate
| Puntata  | Messa in onda     | Ospiti | Ascolti        | Ascolti     | Ascolti        | Ascolti       | Note   |
| Puntata  | Messa in onda     | Ospiti | Prima parte    | Prima parte | Seconda parte  | Seconda parte | Note   |
| Puntata  | Messa in onda     | Ospiti | Telespettatori | Share       | Telespettatori | Share         | Note   |
| -------- | ----------------- | --- | -------------- | ----------- | -------------- | ------------- | ------ |
| 1        | 19 settembre 2021 | Loretta Goggi, Vincenzo Mollica, Aldo Cazzullo, Paola Cortellesi, Antonio Albanese, Nada Ovcina, Pupo, Alessandro Cattelan, Marco Bocci, Violante Placido, Bianca Guaccero, Fortunato Cerlino, Alessandro Gassmann, Mahmood, Francesco Gabbani                                                    | 2 174 000      | 14,43%      | 1 970 000      | 14,72%        | [ 53 ] |
| 2        | 26 settembre 2021 | Orietta Berti, Gemelli di Guidonia, Teo Teocoli, Margherita Buy, Noemi, Marco Masini | 2 219 000      | 14,01%      | 1 856 000      | 13,17%        | [ 54 ] |
| 3        | 3 ottobre 2021    | Alba Parietti, Cristiano Malgioglio, Gemelle Kessler, Fabio Canino, Pino Strabioli, Pupo, Vincenzo Mollica, Gianfranco Vissani, Claudia Gerini, Walter Nudo | 2 499 000      | 16,35%      | 2 015 000      | 14,79%        | [ 55 ] |
| 4        | 10 ottobre 2021   | Milly Carlucci, Carolyn Smith, Guillermo Mariotto, Selvaggia Lucarelli, Alessandra Mussolini, Al Bano, Morgan, Arisa, Mietta, Alvise Rigo, Valeria Fabrizi, Andrea Iannone, Fabio Galante, Memo Remigi, Federico Lauri, Valerio Rossi Albertini, Bianca Gascoigne, Sabrina Salerno                | 2 604 000      | 16,55       | Non in onda    | Non in onda   | [ 56 ] |
| 5        | 17 ottobre 2021   | Nino D'Angelo, Al Bano, Guillermo Mariotto, Alessandra Mussolini, Pierpaolo Pretelli, Miriam Leone | 2 516 000      | 16,77%      | 2 210 000      | 17,06%        | [ 57 ] |
| 6        | 24 ottobre 2021   | Diego Abatantuono, Frank Matano, Myrta Merlino, Deddy, Arisa, Federico Lauri | 2 712 000      | 17,07%      | 2 308 000      | 16,35%        | [ 58 ] |
| 7        | 31 ottobre 2021   | Ivan Zazzaroni, Fabio Galante, Memo Remigi, Alessandra Mussolini, Roberto Alessi, Alba Parietti, Marco Giallini, Gabriele Muccino, Ferzan Özpetek | 2 445 000      | 15,82%      | 2 045 000      | 14,15%        | [ 59 ] |
| 8        | 7 novembre 2021   | Carlo Verdone, Luciana Littizzetto, Eleonora Daniele, Stefania Orlando | 2 859 000      | 17,48%      | 2 509 000      | 16,91%        | [ 60 ] |
| 9        | 14 novembre 2021  | Pierpaolo Sileri, Francesco Le Foche, Ilaria Capua, Alessandro Sallusti, Valeria Fabrizi, Arisa, Pierpaolo Pretelli | 2 889 000      | 16,52%      | 2 475 000      | 15,76%        | [ 61 ] |
| 10       | 21 novembre 2021  | Gina Lollobrigida, Antonio Ingroia, Memo Remigi, Elisa Isoardi, Morgan, Giuseppe Zeno | 3 047 000      | 18,83%      | 2 708 000      | 17,49%        | [ 62 ] |
| 11       | 28 novembre 2021  | Bobby Solo, Giuseppe Zeno, Maria Chiara Giannetta, Flavio Insinna, Sabrina Salerno, Alvise Rigo, Federico Lauri, Guillermo Mariotto, Alba Parietti, Elisa Isoardi, Rossella Erra | 3 340 000      | 19,97%      | 3 147 000      | 19,75%        | [ 63 ] |
| 12       | 5 dicembre 2021   | Lino Banfi, Rosanna Banfi, Francesca Neri, Alvise Rigo, Bobby Solo, Memo Remigi, Bianca Gascoigne, Federico Lauri, Guillermo Mariotto, Alba Parietti, Rita dalla Chiesa, Rossella Erra, Carlo Conti                                                                                               | 3 158 000      | 18,73%      | 2 902 000      | 18,78%        | [ 64 ] |
| 13       | 12 dicembre 2021  | Giancarlo Giannini, Aldo Cazzullo, Isa Danieli, Shel Shapiro, Ciro Ippolito, Luisa Ranieri, Margherita Buy, Micaela Ramazzotti, Diana Del Bufalo, Sabrina Impacciatore, Benedetta Porcaroli, Valeria Fabrizi, Federico Lauri, Alvise Rigo, Al Bano, Carolyn Smith, Alba Parietti, Pierluigi Diaco | 2 702 000      | 15,17%      | 2 520 000      | 15,48%        | [ 65 ] |
| SPECIALE | 12 dicembre 2021  | Speciale Festa di Natale - Una serata per Telethon condotto da Mara Venier in prima serata Ospiti: Stefano De Martino, Stefano Fresi, Edoardo Bennato, Milly Carlucci, Federica Pellegrini, Nino D'Angelo, Salvatore Esposito, Marco D'Amore, Gemelli di Guidonia                                 | 2 024 000      | 10,41%      | Non in onda    | Non in onda   | [ 65 ] |
| 14       | 19 dicembre 2021  | Monica Bellucci, Il Volo, Zucchero, Guillermo Mariotto, Arisa, Elisa Isoardi, Bruno Vespa, Rossella Erra | 3 226 000      | 19,79%      | 2 860 000      | 19,39%        | [ 66 ] |
| 15       | 26 dicembre 2021  | Il meglio di Domenica in (intervista inedita a il Volo) | 2 893 000      | 19,31%      | 2 478 000      | 17,36%        | [ 67 ] |
| 16       | 2 gennaio 2022    | Gianni Morandi, Christian De Sica, Massimo Ranieri, Paolo Del Debbio, Bobby Solo, Orietta Berti | 3 567 000      | 21,46%      | 3 384 000      | 22,08%        | [ 68 ] |
| 17       | 9 gennaio 2022    | Luca Argentero, Giovanna Civitillo, Al Bano, Pierluigi Diaco, Alba Parietti, Matteo Bassetti, Alessandro Sallusti | 3 567 000      | 18.92%      | 3 242 000      | 18,45%        | [ 69 ] |
| 18       | 16 gennaio 2022   | Pierpaolo Sileri, Al Bano, Matteo Bassetti, Luca Zaia, Alessandro Sallusti, Fausto Leali, Bobby Solo, Alba Parietti, Gabriella Farinon, Serena Rossi, Federica Cappelletti | 3 253 000      | 18,41%      | 2 927 000      | 18,24%        | [ 70 ] |
| 19       | 23 gennaio 2022   | Pierpaolo Sileri, Francesco Le Foche, Stefano Bonaccini, Nino D'Angelo, Matteo Bassetti, Alessandro Sallusti, Rocío Muñoz Morales, Giulia Bevilacqua, Chiara Francini, Serena Autieri, Ivana Spagna, Bobby Solo                                                                                   | 3 367 000      | 18,71%      | 2 740 000      | 17,01%        | [ 71 ] |
| 20       | 30 gennaio 2022   | Loretta Goggi, Pierpaolo Sileri, Matteo Bassetti, Michele Emiliano, Roby Facchinetti, Alessandro Sallusti, Giovanna Botteri, Ron, Shel Shapiro, Bobby Solo, Pierluigi Diaco, Marino Bartoletti, Alba Parietti, Pino Strabioli, Giovanna Civitillo, Amadeus                                        | 3 355 000      | 20,52%      | 2 964 000      | 20,12%        | [ 72 ] |
| 21       | 6 febbraio 2022   | SPECIALE SANREMO 2022 (si esibiscono i cantanti in gara) Ospiti: Christian De Sica, Alba Parietti, Pino Strabioli, Orietta Berti, Fabio Rovazzi | 5 148 000      | 30,4%       | 5 207 000      | 31,3%         | [ 73 ] |
| 22       | 13 febbraio 2022  | Donatella Rettore, Ditonellapiaga, Fabrizio Moro, Michele Bravi, Dargen D'Amico, Rkomi, Tananai, Marino Bartoletti, Pierluigi Diaco, Fabio Canino, Nunzia De Girolamo, Ornella Muti, Margherita Mazzucco, Gaia Girace                                                                             | 2 952 000      | 18,02%      | 2 756 000      | 18,46%        | [ 74 ] |
| 23       | 20 febbraio 2022  | Massimo Ranieri, Giusy Ferreri, AKA 7even, Highsnob, Hu, Patty Pravo, Dario Argento, Asia Argento, Gustav Thöni, Ornella Muti, Jerry Calà, Francesco Moser | 2 941 000      | 18,28%      | 2 514 000      | 18,06%        | [ 75 ] |
| 24       | 27 febbraio 2022  | Monica Maggioni, Giovanna Botteri, Alberto Matano, Achille Lauro, Irama, Edoardo Leo, Stefano Accorsi, Arisa | 3 454 000      | 20,26%      | 2 540 000      | 16,46%        | [ 76 ] |
| 25       | 6 marzo 2022      | Monica Maggioni, Giovanna Botteri, Alberto Matano, Enzo Avitabile, Red Canzian, Marco Giallini, Giampaolo Morelli, Serena Autieri, Tommaso Paradiso, Gemma Calabresi Milite | 3 072 000      | 18,31%      | 2 515 000      | 16,585        | [ 77 ] |
| 26       | 13 marzo 2022     | Monica Maggioni, Amanda Lear, Alberto Matano, Riccardo Cocciante, Gemma Calabresi Milite, Matteo Bocelli, Mahmood | 2 990 000      | 18,95%      | 2 351 000      | 16,40%        | [ 78 ] |
| 27       | 20 marzo 2022     | Monica Maggioni, Giovanna Botteri, Alberto Matano, Pierfrancesco Favino, Arisa, Vito Coppola, Christian De Sica, Alessandro Roja, Edoardo Pesce, Nek | 2 890 000      | 18,83%      | 2 553 000      | 17,61%        | [ 79 ] |
| 28       | 27 marzo 2022     | Monica Maggioni, Giovanna Botteri, Stefano De Martino, Francesco Paolantoni, Arisa, Vito Coppola | 2 857 000      | 19,59%      | 2 485 000      | 19,47%        | [ 80 ] |
| 29       | 3 aprile 2022     | Monica Maggioni, Noemi, Claudio Amendola, Francesco Gabbani, Matilde Gioli, Alessandro Preziosi, Luca Barbareschi, Vincenzo Mollica, Enrico Mentana, Fiorello | 3 037 000      | 19,97%      | 2 858 000      | 18,96%        | [ 81 ] |
| 30       | 10 aprile 2022    | Jovanotti, Sangiovanni, Ferzan Özpetek, Serra Yılmaz, Lillo & Greg, Don Antonio Mazzi | 3 172 000      | 21,49%      | 2 548 000      | 18,47%        | [ 82 ] |
| 31       | 17 aprile 2022    | Leonardo Pieraccioni, Sabrina Ferilli, Al Bano, Jasmine Carrisi, Oliver Onions, Mirko Casadei, Vito Coppola, Silvan, Gigi Marzullo, Clementino | 2 078 000      | 20,54%      | 2 048 000      | 19,84%        | [ 83 ] |
| 32       | 24 aprile 2022    | Raoul Bova, Tommaso Paradiso, Marco Cocci, Barbara Ronchi, Paolo Ruffini, Salvatore Esposito, Greta Scarano, Gennaro Esposito, Mirko Casadei | 2 821 000      | 17,98%      | 2 295 000      | 14,54%        | [ 84 ] |
| 33       | 1º maggio 2022    | Roby Facchinetti, Red Canzian, Dodi Battaglia, Riccardo Fogli, Teo Teocoli, Peppino di Capri, Katia Ricciarelli, Adriano Panatta, Paolo Bertolucci, Ilaria Capua, Aiello, Nello Buongiorno | 3 842 000      | 28,71%      | 2 316 000      | 20,75%        | [ 85 ] |
| 34       | 8 maggio 2022     | Giovanna Ralli, Elisa, Matilda De Angelis, Mahmood, Blanco, Giucas Casella, Guido Maria Brera | 2 794 000      | 21,74%      | 2 510 000      | 19,21%        | [ 86 ] |
| 35       | 15 maggio 2022    | Mara Maionchi, Marino Bartoletti, Andrea Scanzi, Morgan, Sandra Milo, Orietta Berti, Veronica Pivetti, Flavio Insinna, Teo Teocoli, Matia Bazar, Francesco Rutelli | 2 758 000      | 21,98%      | 2 345 000      | 20,14%        | [ 87 ] |
| 36       | 22 maggio 2022    | Gianluca Vacchi, Federica Pellegrini, Mika, Ricchi e Poveri, Luigi Strangis, Maria Falcone | 2 631 000      | 20,34%      | 2 191 000      | 16,97%        | [ 88 ] |
| SPECIAL  | 27 maggio 2022    | Domenica in show Ospiti: Renzo Arbore, Alessia Marcuzzi, Il Volo, Maria De Filippi, Gigi D'Alessio, Shel Shapiro, Ornella Vanoni, Stefano De Martino, Luciana Littizzetto, Ferzan Özpetek, Serra Yılmaz                                                                                           | 2 928 000      | 19,10%      | Non in onda    | Non in onda   | [ 90 ] |
| 37       | 29 maggio 2022    | Renato Zero, Tiziana Giardoni, Red Canzian, Roberto Saviano, Lino Banfi, Ronn Moss, Jerry Calà | 2 645 000      | 18,80%      | 2 319 000      | 18,03%        | [ 91 ] |
| 38       | 5 giugno 2022     | Bobby Solo, Cesare Cremonini, Fabio Moro, Ermal Meta, Francesco Gabbani, Andrea Sannino, Franco Ricciardi | 2 357 000      | 19,88%      | 2 355 000      | 21,95%        | [ 92 ] |

## Quarantasettesima edizione (2022-2023)
- Messa in onda: dall'11 settembre 2022 all'11 giugno 2023
- Conduce Mara Venier
- Sigla: Un giorno eccezionale, cantata da Andrea Sannino e Franco Ricciardi
- Regia: Roberto Croce
- Numero di puntate: 39

Anche in questa stagione la trasmissione è seguita da Da noi... a ruota libera di Francesca Fialdini.
La puntata speciale dedicata al Festival di Sanremo 2023 del 12 febbraio 2023 va in onda, come di consueto, dal Teatro Ariston dalle 14:00 alle 18:45, registrando ottimi ascolti.

### Puntate
| Puntata | Messa in onda     | Ospiti | Ascolti        | Ascolti     | Ascolti        | Ascolti       | Note    |
| Puntata | Messa in onda     | Ospiti | Prima parte    | Prima parte | Seconda parte  | Seconda parte | Note    |
| Puntata | Messa in onda     | Ospiti | Telespettatori | Share       | Telespettatori | Share         | Note    |
| ------- | ----------------- | --- | -------------- | ----------- | -------------- | ------------- | ------- |
| 1       | 11 settembre 2022 | Loretta Goggi, Alberto Matano, Francesca Barra, Mara Maionchi, Memo Remigi, Francesco Paolantoni, Gilles Rocca, Antonio Catalani, Gianluca Gazzoli, Pierluigi Diaco, Andrea Sannino, Franco Ricciardi | 2 188 000      | 17,9%       | 1 882 000      | 16,5%         | [ 93 ]  |
| 2       | 18 settembre 2022 | Stefania Sandrelli, Walter Veltroni, Federica Cappelletti, Andrea Sannino, Franco Ricciardi, Alberto Matano, Roberto D'Agostino, Vittorio Feltri, Simone Marchetti, Monica Leofreddi, Alex Nuccetelli | 1 930 000      | 14,9%       | 1 854 000      | 16,8%         | [ 94 ]  |
| 3       | 25 settembre 2022 | Milly Carlucci, Luciana Littizzetto, Elodie, Lino Guanciale, Francesco Gabbani, Pupi Avati, Sergio Castellitto | 2 224 000      | 16,5%       | 2 018 000      | 17,2%         | [ 95 ]  |
| 4       | 2 ottobre 2022    | Loredana Lecciso, Rita dalla Chiesa, Stefano Zecchi, Aldo Cazzullo, Asia Argento, Serena Rossi | 2 015 000      | 15%         | 1 914 000      | 16,1%         | [ 96 ]  |
| 5       | 9 ottobre 2022    | Gabriel Garko, Andrea Roncato, Morgan, Kasia Smutniak, Francesca Archibugi, Pierfrancesco Favino | 2 363 000      | 18,2%       | 2 020 000      | 18,1%         | [ 97 ]  |
| 6       | 16 ottobre 2022   | Iva Zanicchi, Guillermo Mariotto, Rossella Erra, Alessandra Mussolini, Giampiero Mughini, Alessandro Egger, Alan Sorrenti, Dargen D'Amico, Kim Rossi Stuart, Ilaria D'Amico | 2 234 000      | 17,6%       | 1 939 000      | 18,3%         | [ 98 ]  |
| 7       | 23 ottobre 2022   | Giampiero Mughini, Paola Barale, Luisella Costamagna, Ema Stokholma, Guillermo Mariotto, Rossella Erra, Anna Pettinelli, Alessandra Mussolini, Giorgio Panariello, Cristiano Malgioglio, Andrea Vianello, Ron | 2 404 000      | 18,1%       | 2 140 000      | 19,2%         | [ 99 ]  |
| 8       | 30 ottobre 2022   | Giampiero Mughini, Paola Barale, Rossella Erra, Guillermo Mariotto, Anna Pettinelli, Stefania Picasso, Marina Occhiena, Toni Servillo, Ficarra e Picone, Michele Placido, Dargen D'Amico, Don Antonio Mazzi | 2 354 000      | 20%         | 1 987 000      | 19,4%         | [ 100 ] |
| 9       | 6 novembre 2022   | Monica Bellucci, Valerio Mastandrea, Paolo Bonolis, Maurizio Vandelli, Beppe Fiorello, Paolo Ruffini, Iva Zanicchi, Massimiliano Gallo | 2 700 000      | 20,1%       | 2 416 000      | 20,7%         | [ 101 ] |
| 10      | 13 novembre 2022  | Giampiero Mughini, Paola Barale, Rosanna Banfi, Guillermo Mariotto, Fabio Canino, Anna Pettinelli, Rossella Erra, Rosanna Banfi, Lino Banfi, Anthony Delon, Marco Giallini, Marco Bellocchio, Fabrizio Gifuni, Franco Ricciardi, Marina Occhiena                                                                     | 2 571 000      | 19,7%       | 2 394 000      | 20,4%         | [ 102 ] |
| 11      | 20 novembre 2022  | Ema Stockholma, Alessandro Egger, Bobby Solo, Guillermo Mariotto, Rossella Erra, Anna Pettinelli, Massimo Ranieri, Santo Versace, Eros Ramazzotti | 2 900 000      | 20,5%       | 2 740 000      | 20%           | [ 103 ] |
| 12      | 4 dicembre 2022   | Guillermo Mariotto, Rossella Erra, Anna Pettinelli, Carolyn Smith, Ema Stokholma, Cristiano Malgioglio, Claudio Bisio, Vittoria Puccini, Vinicio Marchioni, Michele Placido, Angelica Kazanova, Shel Shapiro, Irama                                                                                                  | 2 793 000      | 19,1%       | 2 704 000      | 19,7%         | [ 104 ] |
| 13      | 11 dicembre 2022  | Andrea Bocelli, Matteo Bocelli, Virginia Bocelli, Drusilla Foer, Shel Shapiro, Sal Da Vinci, Fabrizio Moro | 3 028 000      | 22,1%       | 2 761 000      | 20%           | [ 105 ] |
| 14      | 18 dicembre 2022  | Eros Ramazzotti, Gianni Ravera, Orazio Schillaci | 2 990 000      | 21,4%       | 3 315 000      | 24,7%         | [ 106 ] |
| 15      | 25 dicembre 2022  | Iva Zanicchi, Orietta Berti, Cristiano Malgioglio, Varry Brava, Christian De Sica, Bobby Solo, Virginia Raffaele, Fabio De Luigi | 1 644 000      | 19,1%       | 1 819 000      | 20,3%         | [ 107 ] |
| 16      | 1º gennaio 2023   | Silvan, Paolo Fox, Donatella Rettore, Bobby Solo, Andrea Sannino, Franco Ricciardi, Alessandro Ristori, Roberto Bolle, Dalila Di Lazzaro, Monica Guerritore | 2 664 000      | 20,8%       | 2 769 000      | 23,2%         | [ 108 ] |
| 17      | 8 gennaio 2023    | Ezio Greggio, Antonio Albanese, Sergio Castellitto, Rita dalla Chiesa, Luisa Ranieri, Boomdabash, Rocío Muñoz Morales | 2 827 000      | 19,2%       | 2 489 000      | 18,8%         | [ 109 ] |
| 18      | 15 gennaio 2023   | Me contro Te, Alice, Bobby Solo, Gigliola Cinquetti, Manuela Villa, Paolo Vallesi, Teo Teocoli, Anna Pettinelli, Marino Bartoletti, Ema Stokholma, Luca Tommassini, Alessia Marcuzzi | 2 537 000      | 17,5%       | 2 261 000      | 17,6%         | [ 110 ] |
| 19      | 22 gennaio 2023   | Andrea Piazzolla, Giovanna Ralli, Adriano Aragozzini, Antonio Ingroia, Marino Bartoletti, Francesca Barra, Bobby Solo, Gigliola Cinquetti, Mal, Jalisse, Francesca Alotta, Franca Gandolfi | 3 091 000      | 20,5%       | 2 714 000      | 20,1%         | [ 111 ] |
| 20      | 29 gennaio 2023   | Amadeus, Bobby Solo, Iva Zanicchi, Maurizio Vandelli, Donatello, Francesca Alotta, Adriano Aragozzini, Pino Strabioli, Francesca Barra, Pierpaolo Pretelli, Giuseppe Gambi, Patrizia Baldi, Michele Guardì | 2 778 000      | 19,9%       | 2 662 000      | 21,6%         | [ 112 ] |
| 21      | 5 febbraio 2023   | New Trolls, Bobby Solo, Rosanna Fratello, Maurizio Vandelli, Marina Occhiena, Francesca Alotta, Jalisse, Oliver Skardy, Pierpaolo Pretelli, Marino Bartoletti, Pino Strabioli, Adriano Aragozzini, Patrizia Reitano                                                                                                  | 2 980 000      | 20,8%       | 2 785 000      | 21,8%         | [ 113 ] |
| 22      | 12 febbraio 2023  | SPECIAL SANREMO 2023 (Si ebiscono i cantanti in gara) Ospiti: Franco Ricciardi, Andrea Sannino, Pino Strabioli, Ornella Muti, Chiara Francini, Alessandro Siani, Davide Maggio, Alberto Matano, Luca Tommassini, Beppe Angiolini, Mauro Situra, Luca Dondoni, Paolo Giordano, Andrea Lanfranchi, Emanuela Castellini | 5 367 000      | 38,3%       | 4 685 000      | 35,8%         | [ 114 ] |
| 23      | 19 febbraio 2023  | Rosa Chemical, Coma Cose, Ariete, Leo Gassman, Will, Gianluca Grignani, Pino Strabioli, Marino Bartoletti, Luca Tommassini, Simona Izzo, Francesco Arca, Al Bano, Andrea Delogu | 2 532 000      | 19,4%       | 2 203 000      | 18,8%         | [ 115 ] |
| 24      | 26 febbraio 2023  | Walter Veltroni, Bruno Vespa, Giovanna Ralli, Pupi Avati, Massimo Lopez, Claudio Lippi, Giampiero Mughini, Vittorio Sgarbi, Fabio Fazio, Carlo Conti, Elodie, Chiara Francini, I Cugini di Campagna | 3 618 000      | 25%         | 3 000 000      | 22,1%         | [ 116 ] |
| 25      | 5 marzo 2023      | Loretta Goggi, Lino Banfi, Rosanna Banfi, Alessandro Siani, Fabio Concato, Raiz, LDA, Colla Zio, Nicolas Maupas, Giacomo Giorgio, Massimiliano Caiazzo, Domenico Cuomo | 2 692 000      | 20,4%       | 2 128 000      | 17,3%         | [ 117 ] |
| 26      | 12 marzo 2023     | Milly Carlucci, Christian De Sica, Iva Zanicchi, Serena Bortone, Flavio Insinna, Francesco Facchinetti, Katia Ricciarelli, Clementino, Maria Teresa Reale, Gabriella Labate, Giancarlo Giannini, Tananai | 2 529 000      | 19,8%       | 2 267 000      | 19,7%         | [ 118 ] |
| 27      | 19 marzo 2023     | Pupo, Vittorio Sgarbi, Al Bano, Yari Carrisi, Jasmine Carrisi, Cristiana Ciacci, Nek, Francesco Renga | 2 698 000      | 22,1%       | 2 428 000      | 21,4%         | [ 119 ] |
| 28      | 26 marzo 2023     | Justine Mattera, Giovanna, Tiziana Rivale, Manuela Villa, Iva Zanicchi, Gigi Finizio, Carlo Cinque, Walter Veltroni, Neri Marcorè, Gabriella Labate, Giorgia, Sergio Bernal Alonso | 2 629 000      | 20,6%       | 2 208 000      | 18,7%         | [ 120 ] |
| 29      | 2 aprile 2023     | Jerry Calà, Ezio Greggio, Christian De Sica, Massimo Boldi, Ivana Spagna, Maurizio Vandelli, Shel Shapiro, Andrea Roncato, Johnny Calà, Red Canzian, Valeria Marini, J-Ax, Sabrina Salerno, Gaia Tortora, Diodato, Mario Calabresi                                                                                   | 2 654 000      | 21,2%       | 2 131 000      | 18%           | [ 121 ] |
| 30      | 9 aprile 2023     | Ernst Kran, Frau Kram, Enrico Brignano, Flora Canto, Sandra Milo, Silvan, Morgan, Pino Strabioli, Francesco Gabbani, Padre Enzo Fortunato | 1 582 000      | 18,3%       | 1 482 000      | 16,6%         | [ 122 ] |
| 31      | 16 aprile 2023    | Elisabetta Gregoraci, Cochi e Renato, Teo Teocoli, Massimo Boldi, Enrico Beruschi, Paolo Jannacci, Rocco Hunt, Stefania Pezzopane | 2 728 000      | 20,8%       | 2 201 000      | 18,6%         | [ 123 ] |
| 32      | 23 aprile 2023    | Rita Pavone, Pier Francesco Pingitore, Leo Gullotta, Martufello, Valeria Marini, Gabriella Labate, Simone Coccia, Andrea Sannino, Gigi Finizio | 2 538 000      | 21,3%       | 1 887 000      | 18,2%         | [ 124 ] |
| 33      | 30 aprile 2023    | Carolyn Smith, Claudia Gerini, Leda Bertè, Enzo Gragnaniello, Laura Chiatti, Marco Bocci | 2 554 000      | 19,2%       | 2 086 000      | 18%           | [ 125 ] |
| 34      | 7 maggio 2023     | Alberto Matano, Vittorio Sabadin, Ilaria Grillini, Simona Izzo, Tullio Solenghi, Massimo Lopez, Nunzio D'Angieri, Pupi Avati, Edwige Fenech, Lodo Guenzi, Madame, Ivan Cottini | 2 561 000      | 21,4%       | 1 814 000      | 17%           | [ 126 ] |
| 35      | 14 maggio 2023    | Claudio Baglioni, Eleonora Daniele, Adriano Panatta, Anna Bonamigo, Marina Cicogna, Rocco Papaleo | 2 460 000      | 18,6%       | 2 018 000      | 16,6%         | [ 127 ] |
| 36      | 21 maggio 2023    | Massimo Ranieri, Luigi Avellla, Marcella Bella, Massimiliano Ossini, Rossana Luttazzi, Minnie Minoprio, Fabrizio Moro, Ron Moss | 2 508 000      | 19,1%       | 2 123 000      | 17,4%         | [ 128 ] |
| 37      | 28 maggio 2023    | Stefano Bonaccini, Cristiana Ciacci, Bobby Solo, Rosanna Fratello, Edoardo Vianello, Gigliola Cinquetti, Luca Barbareschi, Franco Antonello, Dargen D'Amico, Arisa | 2 211 000      | 19%         | 1 567 000      | 14,7%         | [ 129 ] |
| 38      | 4 giugno 2023     | Giorgio Panariello, Marco Masini, Elettra Lamborghini, Teo Teocoli, Massimo Modugno, Marco Bellocchio, Enea Sala, Bruno Venturini | 2 256 000      | 17,7%       | 1 944 000      | 16,7%         | [ 130 ] |
| 39      | 11 giugno 2023    | Andrea Roncato, Giucas Casella, Francesca Alotta, Don Mazzi, Attilio Fontana, Paolo De Andreis, Paolo Marcati, Massimo Cinque, Nello Buongiorno, Maurizio Vandelli, Al Bano, Jasmine Rotolo, Orietta Berti, Fabio Rovazzi, Mauro Coruzzi, Sal Da Vinci, Giuseppe Gambi, Andrea Sannino, Franco Ricciardi, Fiorello   | 2 304 000      | 19%         | 1 947 000      | 18,7%         | [ 132 ] |

## Quarantottesima edizione (2023-2024)
- Messa in onda: dal 17 settembre 2023 al 2 giugno 2024
- Conduce Mara Venier[133][134]
- Sigla: Un giorno eccezionale, cantata da Andrea Sannino e Franco Ricciardi, Feliz Navidad di Jose Feliciano per le puntate del 24 e 31 dicembre 2023 cantata dalla band di Domenica in e la sigla del Festival di Sanremo 2024 per la puntata dell’11 febbraio 2024.
- Regia: Roberto Croce, Stefano Vicario (solo la puntata dell’11 febbraio 2024)

Anche in questa stagione la trasmissione è seguita da Da noi... a ruota libera di Francesca Fialdini.
Domenica 12 novembre 2023 è andata in onda una puntata con il meglio di Domenica in a causa della positività al Covid-19 di Mara Venier.
La puntata speciale dedicata al Festival di Sanremo 2024 dell'11 febbraio 2024 dal Teatro Ariston, a differenza degli ultimi anni torna ad andare in onda dalle 14:00 alle 20:00 registrando ottimi ascolti. Durante lo speciale di Sanremo a Domenica in condotto da Mara Venier,  arrivano comunicati dalla Rai sulle polemiche di Ghali e Dargen D'Amico.

### Puntate
| Puntata                             | Messa in onda     | Ospiti | Ascolti        | Ascolti     | Ascolti        | Ascolti       | Note    |
| Puntata                             | Messa in onda     | Ospiti | Prima parte    | Prima parte | Seconda parte  | Seconda parte | Note    |
| Puntata                             | Messa in onda     | Ospiti | Telespettatori | Share       | Telespettatori | Share         | Note    |
| ----------------------------------- | ----------------- | --- | -------------- | ----------- | -------------- | ------------- | ------- |
| 1                                   | 17 settembre 2023 | Daniela Di Maggio, Pooh, The Kolors, Matteo Bocelli, Carlo Verdone, Matteo Garrone, Seydou Sarr, Moustapha Fall | 2 088 000      | 17,6%       | 1 583 000      | 15%           | [ 138 ] |
| 2                                   | 24 settembre 2023 | Andrea Piazzolla, Adriano Aragozzini, Morena Zapparoli, Alessandra Mussolini, Salvo Sottile, Tiziana Rocca, Brigitte Nielsen, Pippo Baudo, Piero Chiambretti, Francesca Fagnani, Pino Insegno, Donatella Rettore | 2 123 000      | 17,6%       | 1 718 000      | 15,9%         | [ 139 ] |
| 3                                   | 1º ottobre 2023   | Fabrizio Corona, Vera Gemma, Asia Argento, Pamela Prati, Gabriele Cirilli, Francesco Paolantoni, Enrico Brignano, Giulia Bevilacqua, Maria Chiara Giannetta, Giuseppe Zeno, Aldo Cazzullo | 2 191 000      | 18,6%       | 1 591 000      | 16,6%         | [ 140 ] |
| 4                                   | 8 ottobre 2023    | Loretta Goggi, Daniela Goggi, Gabriele Cirilli, Giancarlo Magalli, Tommaso Paradiso, Flavia Vento, Valerio Scanu, Alba Parietti, Simona Izzo, Luca Bianchini, Monica Leofreddi | 2 097 000      | 17,4%       | 1 622 000      | 15,8%         | [ 141 ] |
| 5                                   | 15 ottobre 2023   | Milly Carlucci, Selvaggia Lucarelli, Carolyn Smith, Fabio Canino, Guillermo Mariotto, Ivan Zazzaroni, Pierfrancesco Favino, Scialpi, Paola e Chiara, Me contro Te | 1 921 000      | 15,9%       | 1 479 000      | 14,3%         | [ 142 ] |
| 6                                   | 22 ottobre 2023   | Antonio Caprarica, Ricky Tognazzi, Rosanna Lambertucci, Selvaggia Lucarelli, Guillermo Mariotto, Simona Izzo, Alberto Matano, Zucchero Fornaciari, Emma, Paola Turci, Miriam Leone | 2 146 000      | 17,3%       | 1 876 000      | 17.7%         | [ 143 ] |
| 7                                   | 29 ottobre 2023   | Paola Perego, Simona Ventura, Giovanni Terzi, Carlotta Mantovan, Selvaggia Lucarelli, Guillermo Mariotto, Minnie Minoprio, Alberto Matano, Paola Cortellesi, Lino Banfi, Tullio Solenghi, Massimo Lopez, Barbara Foria, Ferzan Özpetek, Damiano Gavino, Andrea Di Luigi, Alvise Rigo | 2 078 000      | 16,3%       | 1 829 000      | 15,6%         | [ 144 ] |
| 8                                   | 5 novembre 2023   | Alessia Marcuzzi, Luca Tommassini, Paola Perego, Elisabetta Villaggio, Claudia Koll, Tullio Solenghi, Massimo Lopez, Patty Pravo | 2 122 000      | 16,4%       | 1 939 000      | 16,4%         | [ 145 ] |
| 9                                   | 12 novembre 2023  | Puntata con il meglio di Domenica in | 1 875 000      | 13,6%       | 1 625 000      | 13,5%         | [ 146 ] |
| 10                                  | 19 novembre 2023  | Alberto Matano, Simonetta Matone, Roberta Bruzzone, Rita Dalla Chiesa, Rosanna Lambertucci, Alessandro Gassman, Damiano Gavino, Lillo, Claudio Santamaria | 3 323 000      | 23,9%       | 2 590 000      | 21%           | [ 147 ] |
| 11                                  | 26 novembre 2023  | Laura Pausini, Pippo Baudo, Antonio Albanese, Elisabetta Ferracini | 2 696 000      | 19%         | 2 176 000      | 15,9%         | [ 148 ] |
| 12                                  | 3 dicembre 2023   | Belen Rodriguez, Fedez, Nino D'Angelo, Bruno Vespa, Amadeus | 2 876 000      | 21,4%       | 2 311 000      | 19,7%         | [ 149 ] |
| 13                                  | 10 dicembre 2023  | Renato Zero, Massimo Ranieri, Vincenzo Mollica, Adriano Celentano, Pippo Baudo, Ficarra e Picone, Toni Servillo, Andrea Sannino | 2 844 000      | 21,3%       | 2 318 000      | 19,4%         | [ 150 ] |
| 14                                  | 17 dicembre 2023  | Pio e Amedeo, Anna Oxa, Wanda Nara, Jerry Calà, Barbara Foria, Sergio Assisi, Massimiliano Gallo | 2 351 000      | 18,1%       | 2 163 000      | 18,35         | [ 151 ] |
| 15                                  | 24 dicembre 2023  | Christian De Sica, Aldo Cazzullo, Andrea Sannino, Marcella Bella, Paola e Chiara, Pierluigi Diaco, Max Giusti, Ernst Knam, Frau Knam | 2 506 000      | 19,3%       | 2 136 000      | 18,4%         | [ 152 ] |
| 16                                  | 31 dicembre 2023  | Alessandro Siani, Rocco Hunt, Paolo Fox, Fabio De Luigi, Stefano Accorsi, Dalia Gaberscik, Rita Pavone, Fausto Leali, Mirko Casadei, Alessandro Ristori | 2 430 000      | 17,2%       | 2 324 000      | 17,7%         | [ 153 ] |
| 17                                  | 7 gennaio 2024    | Bobby Solo, Nicola Di Bari, Donatella Rettore, I Cugini di Campagna, Marina Occhiena, Marino Bartoletti, Paolo Fox, Luca Argentero, Sergio Castellitto, Pietro Castellitto, Mario Biondi, Alberto Urso, Jasmine Trinca | 2 923 000      | 19,4%       | 2 484 000      | 18,4%         | [ 154 ] |
| 18                                  | 14 gennaio 2024   | Bobby Solo, Nicola Di Bari, Maurizio Vandelli, Mal, Wilma Goich, Tiziana Rivale, Francesca Alotta, Marino Bartoletti, Danny Quinn, Enrica Bonaccorti, Luca Barbareschi | 2 919 000      | 20,4%       | 2 566 000      | 19,8%         | [ 155 ] |
| 19                                  | 21 gennaio 2024   | Pippo Baudo, Al Bano, Bobby Solo, Maurizio Vandelli, Tony Dallara, Tiziana Rivale, Michele, Marina Occhiena, Silvia Mezzanotte, Scialpi, Marino Bartoletti, Biagio Antonacci | 2 704 000      | 19,2%       | 2 405 000      | 18,8%         | [ 156 ] |
| 20                                  | 28 gennaio 2024   | Bobby Solo, Maurizio Vandelli, Tony Dallara, Wilma De Angelis, I Dik Dik, Ricky Gianco, Nicola Di Bari, Robertino, Donatello, Marino Bartoletti, Iva Zanicchi, Marco Conidi | 2 783 000      | 20,7%       | 2 618 000      | 21,7%         | [ 157 ] |
| 21                                  | 4 febbraio 2024   | Amadeus, Fiorello, Fausto Leali, Bobby Solo, Maurizio Vandelli, Tony Dallara, Wilma De Angelis, I Dik Dik, Nicola Di Bari, Marina Occhiena, Wilma Goich, Michele, Mal, Marino Bartoletti, Alfio Bonanno, Filippo Graziani, Maria Sole Tognazzi | 2 560 000      | 20,7%       | 2 474 000      | 21,4%         | [ 158 ] |
| 22 Domenica in Special Sanremo 2024 | 11 febbraio 2024  | - Partecipanti al Festival di Sanremo: Alfa, Emma, Ghali, Fiorella Mannoia, Diodato, Loredana Bertè, Gazzelle, Geolier, Il Volo, Negramaro, Irama, Dargen D'Amico, Alessandra Amoroso, Mahmood, Clara, Francesco Renga, Nek, BigMama, Maninni, La Sad, Rose Villain, The Kolors, Fred De Palma, Il Tre, Bnkr44, Angelina Mango, Santi Francesi, Sangiovanni, Mr. Rain, Ricchi e Poveri - Ospiti: Lino Banfi, Enrica Bonaccorti, Francesco Paolantoni, Gabriele Cirilli, Andrea Delogu, Vera Gemma, Luca Tommassini, Marino Bartoletti, Pino Strabioli, Paolo Giordano, Luca Dondoni, Andrea Lanfranchi, Emanuela Castellini, Beppe Angiolini, Riccardo Cocciante | 5 741 000      | 38,5%       | 5 656 000      | 40,8%         | [ 161 ] |
| 23                                  | 18 febbraio 2024  | Ricchi e Poveri, Nek, Francesco Renga, Mr. Rain, Il Tre, Gigliola Cinquetti, Sabrina Ferilli, Sergio Assisi, Massimo Ghini, Massimiliano Caiazzo, Matteo Paolillo, Carmine Recano, Giacomo Giorgio, Vincenzo Ferrera, Giovanna Sonnino, Giacomo Giorgio | 2 710 000      | 21,4%       | 2 154 000      | 18,           | [ 163 ] |
| 24                                  | 25 febbraio 2024  | Sabrina Ferilli, Emanuela Grimalda, Sylvie Vartan, Massimo Giletti, Alfa, BnkrR44, Pino D'Angiò, Margherita Buy | 2 637 000      | 19,2%       | 2 323          | 19,1%         | [ 164 ] |
| 25                                  | 3 marzo 2024      | Barbara D'Urso, Luisa Ranieri, Alessandro Cattelan, Michele Guardì, Tiberio Timperi, Enrica Bonaccorti, Paolo Fox, Pippo Baudo | 2 936 000      | 20,8%       | 2 246 000      | 17,9%         | [ 165 ] |
| 26                                  | 10 marzo 2024     | Bobby Solo, Maurizio Vandelli, Nino Buonocore, Marco Ferradini, Pierdavide Carone, Tiziana Rivale, Tony Dallara, Sandro Giacobbe, Jalisse, Pino Strabioli, Roberto Vecchioni, Alfa, Laura Morante, Alberto Matano, Alketa Vejsiu, Maninni | 2 396 000      | 16,7%       | 2 598 000      | 19,8%         | [ 165 ] |
| 27                                  | 17 marzo 2024     | Simona Ventura, Giovanni Terzi, Alessandra Mussolini, Syria, Pino Strabioli, Michele Zarrillo, Max Giusti, Amedeo Minghi | 2 214 000      | 18,1%       | 1 929 000      | 17,9%         | [ 166 ] |
| 28                                  | 24 marzo 2024     | Il Volo, Eleonora Abbagnato, Luc Merenda, Edwige Fenech, Maria Grazia Cucinotta, Simona Izzo, Antonio Caprarica, Natalia Augias, Tiromancino, Edoardo Sylos Labini | 2 364 000      | 18.3%       | 1 856 000      | 16,7%         | [ 167 ] |
| 29                                  | 31 marzo 2024     | Gianna Nannini, Don Antonio Mazzi, Sal Da Vinci, Francesca Fagnani, Antonio Albanese, Virginia Raffaele | 1 806 000      | 20%         | 1 603 000      | 17,2%         | [ 168 ] |
| 30                                  | 7 aprile 2024     | Chiara Francini, Francesco Paolantoni, Serena Bortone, LDA, Matteo Paolillo | 2 461 000      | 19,4%       | 1 824 000      | 16,8%         | [ 169 ] |
| 31                                  | 14 aprile 2024    | Diana Puddu, Mario Rosini, Sonia Zanzi, Luca Minnelli, Vittorio Centrone, Antonella Clerici, Diletta Leotta, Leo Gullotta, Ferzan Ozpetek, Ermal Meta, Franco Ricciardi | 2 079 000      | 17,6%       | 1 667 000      | 15,9%         | [ 170 ] |
| 32                                  | 21 aprile 2024    | Simone Annichiarico, Candida Morvillo, Michele Sancisi, Enrica Bonaccorti, Valeria Fabrizi, Patrizia Caselli, Negramaro, BigMama, Antonino Cannavacciuolo, Vittoria Puccini | 2 633 000      | 19,8%       | 2 146 000      | 18,3%         | [ 171 ] |
| 33                                  | 28 aprile 2024    | Kabir Bedi, Candida Morvillo, Barbara Alberti, Katia Ricciarelli, Rossella Erra, Lory Del Santo, Riccardo Scamarcio, Adriano Giannini, Andrea Sannino, Leo Gassmann | 2 300 000      | 18,85%      | 1 887 000      | 18,9%         | [ 172 ] |
| 34                                  | 5 maggio 2024     | Niko Cutugno, Alba Parietti, Lino Banfi, Ivana Spagna, Legno, Paolo Giordano, Umberto Tozzi, Michele Placido, Ornella Muti, Lina Sastri, Diodato, Fiorella Mannoia, BigMama, Giuliano Sangiorgi, Noemi | 2 342 000      | 19,2%       | 1 405 000      | 13,7%         | [ 174 ] |
| 35                                  | 12 maggio 2024    | Piera Maggio, Daniela Di Maggio, Francesco Gabbani, Enzo Avitabile, Paola Perego, Rosanna Lambertucci, Alba Parietti, Carmen Russo, Enzo Paolo Turchi, Carolina Benvenga, Fabrizio Moro | 1 964 000      | 16,9%       | 1 632 000      | 15,8%         | [ 175 ] |
| 36                                  | 19 maggio 2024    | Giancarlo Magalli, Enrica Bonaccorti, Enzo Paolo Turchi, Alessandro Greco, Fabio Canino, Luca Tommassini, Angelo Perrone, Piero Chiambretti, Renzo Arbore, Leonardo Pieraccioni, Stefano Accorsi, Audio 2, Marcella Bella, Michele Bravi, Anthony Delon | 1 441 000      | 11,8%       | 1 353 000      | 12,2%         | [ 176 ] |
| 37                                  | 26 maggio 2024    | Ricchi e Poveri, Zucchero, Daniela Bongiorno, Orietta Berti, Pierluigi Diaco, Ron Moss, Vinicio Marchioni | 2 087 000      | 17,2%       | 1 479 000      | 13,2%         | [ 177 ] |
| 38                                  | 2 giugno 2024     | Gigi D'Alessio, Rosario Miraggio, AKA 7even, Roby Facchinetti, Valeria Golino, Valeria Bruni Tedeschi, Jasmine Trinca, Tecla Insolia | 2 144 000      | 16,9%       | 1 914 000      | 16,9%         | [ 180 ] |

## Quarantanovesima edizione (2024-2025)
- Messa in onda: dal 15 settembre 2024 al 18 maggio 2025
- Conduce: Mara Venier[181]
- Sigla: È Domenica di Stefano Magnanensi
- Regia: Duccio Forzano

Anche in questa stagione la trasmissione è seguita da Da noi... a ruota libera di Francesca Fialdini.
Questa edizione si distingue per diverse novità, tra cui uno studio completamente rinnovato nella scenografia e nelle grafiche, sempre in diretta dagli Studi Rai Fabrizio Frizzi. È stato introdotto un salotto dedicato ai dibattiti su temi settimanali che spaziano dalla cronaca all'attualità, dal costume allo spettacolo, e le interviste a donne comuni con storie di vita significative da raccontare, oltre che ai personaggi famosi. Invariati i momenti coreografici, le performance musicali e le interviste 'faccia a faccia'. Un'importante novità è il gioco telefonico Mara 500+, che coinvolge sia il pubblico da casa che gli ospiti in studio, e si concentra sulla storia della televisione e sulle sedici edizioni di Domenica In condotte da Mara Venier. Nonostante le premesse, il gioco telefonico è stato soppresso dal 29 settembre 2024 e sostituito, dal 13 ottobre 2024, con La Cassaforte di Domenica In ma mai andato in onda.
La puntata speciale di Domenica In dedicata al Festival di Sanremo 2025 va in onda il 16 febbraio 2025 in diretta dal Teatro Ariston di Sanremo, come da tradizione. Il programma, dalla durata di 6 ore e trasmesso dalle 14:00 alle 20:00, sostituisce i consueti appuntamenti con Da noi... a ruota libera e L'eredità, registrando ottimi ascolti.

### Puntate
| Puntata                              | Messa in onda     | Ospiti | Ascolti        | Ascolti     | Ascolti                           | Ascolti                 | Note    |
| Puntata                              | Messa in onda     | Ospiti | Prima parte    | Prima parte | Seconda parte                     | Seconda parte           | Note    |
| Puntata                              | Messa in onda     | Ospiti | Telespettatori | Share       | Telespettatori                    | Share                   | Note    |
| ------------------------------------ | ----------------- | --- | -------------- | ----------- | --------------------------------- | ----------------------- | ------- |
| 1                                    | 15 settembre 2024 | Renzo Arbore, Riccardo Cocciante, Teo Mammucari, Roberta Bruzzone, Sal Da Vinci, Valeria Bartolucci | 2 107 000      | 17,4%       | 1 574 000                         | 15,9%                   | [ 184 ] |
| 2                                    | 22 settembre 2024 | Stefano Tacconi con Laura Speranza e Andrea Tacconi, Enrico Brignano, Alessandra Mussolini, Silvana Giacobini, Giancarlo Giannini, Eleonora Brown, Marco Masini, Claudia Ciampa | 2 395 000      | 19,1%       | 1 833 000                         | 16,9%                   | [ 186 ] |
| 3                                    | 29 settembre 2024 | Simona Ventura con Giovanni Terzi, Enrico Montesano, Massimo Giletti, Raf, Sabrina Bosser | 1 812 000      | 15,6%       | 1 539 000                         | 14,8%                   | [ 188 ] |
| 4                                    | 6 ottobre 2024    | Luca Barbareschi, Francesco Paolantoni, Anna Lou Castoldi e Alessandra Tripoli con Anastasia Kuzmina e Nikita Perotti, Guillermo Mariotto, Rossella Erra, Alba Parietti, Alessandra Mussolini, Pino Strabioli, Ezio Greggio, Nikka Costa, Drusilla Foer, Aldo Cazzullo, Giovanni Minoli, Alberto Matano (in collegamento telefonico) | 2 038 000      | 16,8%       | 1 693 000                         | 16,5%                   | [ 190 ] |
| 5                                    | 13 ottobre 2024   | Luca Barbareschi, Furkan Palali e Alan Friedman con Alessandra Tripoli, Erica Martinelli e Giada Lini; Selvaggia Lucarelli, Guillermo Mariotto, Carolyn Smith, Rossella Erra e Alessandra Mussolini; Francis Ford Coppola, Raoul Bova, Giancarlo Magalli | 1 992 000      | 17,01%      | 1 512 000                         | 15,07%                  | [ 191 ] |
| 6                                    | 20 ottobre 2024   | I Cugini Di Campagna, Alan Friedman e Massimiliano Ossini con Rebecca Gabrielli, Giada Lini e Veera Kinnunen; Guillermo Mariotto, Fabio Canino, Rossella Erra, Alessandra Mussolini e Roberto Alessi; Piero Marrazzo, Nino D’Angelo, Paolo Sorrentino, Claudio Gioè | 2 177 000      | 17,2%       | 1 902 000                         | 17%                     | [ 193 ] |
| 7                                    | 27 ottobre 2024   | Alan Friedman, Tommaso Marini e Furkan Palalı con Giada Lini, Sophia Berto ed Erica Martinelli; Guillermo Mariotto, Ivan Zazzaroni, Rossella Erra e Alessandra Mussolini; Sonia Bruganelli, Elena Sofia Ricci, Viktoryia Ramanenka, Gabriele Muccino | 2 066 000      | 16,7%       | 1 885 000                         | 17,4%                   | [ 196 ] |
| 8                                    | 3 novembre 2024   | Alan Friedman, Francesco Paolantoni e Massimiliano Ossini con Giada Lini, Anastasia Kuzmina e Veera Kinnunen, Guillermo Mariotto con Carolyn Smith, Rossella Erra, Simone Di Pasquale, Alessandra Mussolini e Katia Ricciarelli; Red Canzian, Marco Morandi e Marianna Morandi, Kabir Bedi, Benji & Fede, Teresa Manes | 1 894 000      | 15,9%       | 1 768 000                         | 15,8%                   | [ 197 ] |
| 9                                    | 10 novembre 2024  | Carlo Verdone, Selvaggia Lucarelli, Francesco Arca, Michele Placido e Federica Vincenti, Francesco Giorgino, Clara | 2 276 000      | 19%         | 2 024 000                         | 19%                     | [ 198 ] |
| 10                                   | 17 novembre 2024  | Antonello Venditti, Lunetta Savino, Margherita Buy, Bruno Vespa, Achille Lauro, Margherita Rebuffoni | 2 183 000      | 16,3%       | 1 840 000                         | 15,9%                   | [ 199 ] |
| 11                                   | 24 novembre 2024  | Pierfrancesco Favino, Gabriele Salvatores, Fausto Leali, Massimiliano Gallo, Francesco Gabbani, Tullio Solenghi e Massimo Lopez, Riccardo Scamarcio, Enrico Vanzina | 2 307 000      | 18%         | 1 893 000                         | 15,1%                   | [ 200 ] |
| 12                                   | 1º dicembre 2024  | Andrea Bocelli, Alberto Matano, Gianluigi Buffon, Nicoletta Mantovani, Franco Ricciardi | 2 823 000      | 21,6%       | 2 296 000                         | 19,8%                   | [ 201 ] |
| 13                                   | 8 dicembre 2024   | Ricchi e Poveri, Al Bano, Ferzan Ozpetek, Stefano Zecchi | 2 325 000      | 17,5%       | 1 976 000                         | 15,8%                   | [ 202 ] |
| 14                                   | 15 dicembre 2024  | Alessandro Siani e Leonardo Pieraccioni, Federica Pellegrini e Pasquale La Rocca, Ivana Spagna, Lino Banfi, Aldo Cazzullo | 2 546 000      | 20%         | 2 002 000                         | 17,8%                   | [ 203 ] |
| 15                                   | 22 dicembre 2024  | Ferzan Ozpetek con Luisa Ranieri, Jasmine Trinca, Lunetta Savino, Paola Minaccioni, Vanessa Scalera, Anna Ferzetti, Milena Mancini e Carla Signoris, Geppi Cucciari (in collegamento), Angelo Madonia, Bianca Guaccero e Giovanni Pernice, Christian De Sica con Isabella Ferrari, Francesco Bruni, Nico Acampora, Vincenzo Salemme, Luca Cordero di Montezemolo | 2 425 000      | 18,3%       | 2 395 000                         | 20,8%                   | [ 204 ] |
| 16                                   | 29 dicembre 2024  | Paolo Fox, Giancarlo Magalli, Valeria Marini, Sonia Bruganelli, Alan Friedman, Pamela Prati, Pierpaolo Pretelli, Nino Frassica, Francesca Manzini, Signora Coriandoli, Rossella Erra, Enrica Bonaccorti, Alessandra Mussolini, Rossanna Banfi, Bobby Solo con Tracy Quade e Ryan Satti, Alessandro Gassmann, Santo Versace con Francesca De Stefano | 2 713 000      | 22,3%       | 2 058 000                         | 19,1%                   | [ 205 ] |
| 17                                   | 5 gennaio 2025    | Paolo Fox, Francesco Pannofino, Rossella Erra, Rosanna Lambertucci, Alan Friedman, Simone Di Pasquale, Rosanna Banfi, Edwige Fenech, Nek, Francesco Merola con Marianna Mercurio, Pietro Perone | 2 954 000      | 22,1%       | 2 496 000                         | 20,6%                   | [ 206 ] |
| 18                                   | 12 gennaio 2025   | Paolo Fox con Simona Ventura, Giovanni Terzi, Andrea Roncato, Minnie Minoprio, Giucas Casella, Natasha Stefanenko e Maurizio Ferrini, Riccardo Fogli, Ficarra e Picone, Serena Rossi, Amedeo Minghi | 2 028 000      | 16,8%       | 2 103 000                         | 17,4%                   | [ 207 ] |
| 19                                   | 19 gennaio 2025   | Bobby Solo, Maurizio Vandelli, Wilma Goich, I Cugini di Campagna, Pierdavide Carone, Valerio Scanu e Antonella Bucci con Marino Bartoletti e Alba Parietti, Patrizia Mirigliani, Rocio Munoz Morales, Renzo Arbore con Gegè Telesforo (in collegamento), Francesco Giorgino | 2 609 000      | 19%         | 2 327 000                         | 18,8%                   | [ 208 ] |
| 20                                   | 26 gennaio 2025   | Gianni Morandi, Paola Minaccioni, Pierpaolo Pretelli, Monsignor Domenico Sorrentino | 3 234 000      | 23,9%       | 2 374 000                         | 20,7%                   | [ 209 ] |
| 21                                   | 2 febbraio 2025   | Bobby Solo, Donatella Rettore, Nicola Di Bari, Marina Occhiena, Mal, Pierdavide Carone, Antonella Bucci, Francesca Alotta, Alessandro Canino, Marino Bartoletti, Alba Parietti, Lucia Dominguin con Giovanni Nuti, Michele Guardì | 2 533 000      | 19,9%       | 2 305 000                         | 19,9%                   | [ 210 ] |
| 22                                   | 9 febbraio 2025   | Fausto Leali, Ivana Spagna, Riccardo Fogli, Tiziana Rivale, Memo Remigi, Pierdavide Carone, Antonella Bucci, Francesca Alotta, Marco Armani e Alberto Bertoli; Alba Parietti, Simone Marchetti (in collegamento), Cristiano De Andrè, Red Canzian | 2 522 000      | 19,2%       | 2 251 000                         | 18,6%                   | [ 211 ] |
| 23 Domenica in Speciale Sanremo 2025 | 16 febbraio 2025  | - Partecipanti del Festival di Sanremo: Achille Lauro, Fedez, Elodie, Lucio Corsi, Giorgia, Olly, The Kolors, Francesca Michielin, Francesco Gabbani, Rose Villain, Marcella Bella, Brunori Sas, Rocco Hunt, Noemi, Simone Cristicchi, Gaia, Clara, Sarah Toscano, Joan Thiele, Serena Brancale, Bresh, Settembre - Ospiti: Lino Banfi, Giorgia Cardinaletti, Francesca Pascale, Enzo Miccio, Luca Tommassini, Gabriele Cirilli, Giovanni Terzi, Barbara Foria, Marino Bartoletti, Pino Strabioli, Beppe Angiolini, Samuele Parodi | 5 580 000      | 41,2%       | 5 543 000 - Terza parte 5 323 000 | 44% - Terza parte 34,4% | [ 212 ] |
| 24                                   | 23 febbraio 2025  | Simone Cristicchi, Francesco Gabbani, Marco Masini, Settembre, Topo Gigio, Vittoria Puccini, Carmine Recano e Giacomo Giorgio, Vanessa Scalera, Claudia Ciampa | 2 456 000      | 19,2%       | 2 227 000                         | 19,1%                   | [ 213 ] |
| 25                                   | 2 marzo 2025      | Massimo Ranieri, Marcella Bella, Serena Brancale, Pierdavide Carone, Dalila Di Lazzaro e Manuel Pia, Kim Rossi Stuart con Benedetta Porcaroli, Deva Cassel e Saul Nanni | 2 314 000      | 17,8%       | 2.147.000                         | 19,7%                   | [ 214 ] |
| 26                                   | 9 marzo 2025      | Patrizia Vernola con le figlie Grazia e Giuseppina per omaggio a Mino Reintano, Vittorio Cecchi Gori e Rita Rusic, omaggio a Eleonora Giorgi, Brunori Sas, Clara, Serena Dandini, Tiziana Panella e Vittorio Emanuele Parsi | 2 503 000      | 19,6%       | 2 099 000                         | 18,3%                   | [ 215 ] |
| 27                                   | 16 marzo 2025     | Bobby Solo, Christopher Lambert, Sandro Giacobbe con Marina Peroni, Coma Cose, Rocco Papaleo, Vincenzo Ferrera, Maria Esposito, Giuseppe Pirozzi e Artem, Le Orme e Luca Minnelli | 2 466 000      | 19,1%       | 2 059 000                         | 17,7%                   | [ 216 ] |
| 28                                   | 23 marzo 2025     | Elodie, Alessia Marcuzzi, Rita Pavone, Al Bano, Valerio Mastandrea, Valeria Marini, Pamela Prati, Carmen Russo, Angela Melillo, Matilde Brandi, Laura Freddi, Lorenza Mario, Adriana Volpe, Patrizia Pellegrino, Veronica Maya | 2 423 000      | 19%         | 2 156 000                         | 19,2%                   | [ 217 ] |
| 29                                   | 30 marzo 2025     | Gigi D'Alessio, Patty Pravo, Roberto Vecchioni, Nunzia De Girolamo, Matilda De Angelis, Franco e Andrea Antonello | 2 808 000      | 23,4%       | 2 298 000                         | 21,3%                   | [ 218 ] |
| 30                                   | 6 aprile 2025     | Andrea Rizzoli, Luca Zingaretti, Pamela Prati, Valeria Marini, Gaia, Antoine, Michele Bravi, Lino Banfi | 2 449 000      | 19,5%       | 1 971 000                         | 17,2%                   | [ 219 ] |
| 31                                   | 13 aprile 2025    | Roby Facchinetti, Katia Ricciarelli e Luca Minelli, Drupi, Gianna Orrù, Valeria Marini, Eugenia Sepe della Polizia di Stato (in collegamento) | 2 248 000      | 17,8%       | 1 934 000                         | 16,6%                   | [ 220 ] |
| 32                                   | 20 aprile 2025    | Nino Frassica, Asia Argento e Anna Lou Castoldi, Federico Zampaglione, Carmen Russo, Claudia Koll, Roberto Da Crema, Silvan, Marcello Romeo | 1 617 000      | 19,5%       | 1 483 000                         | 18,4%                   | [ 221 ] |
| 33                                   | 27 aprile 2025    | Giorgio Panariello, Pino Insegno, Al Bano e Loredana Lecciso, Lino Banfi, Giovanna Botteri, Mario Sechi, Mons. Domenico Sorrentino, Padre Antonio Spadaro | 2 389 000      | 19,5%       | 1 848 000                         | 17,3%                   | [ 222 ] |
| 34                                   | 4 maggio 2025     | Teo Mammucari, Milly Carlucci, Francesco Baccini, Matteo Bassetti, Vittorio Grigolo, Edoardo Sylos Labini, LDA, Syria | 2 320 000      | 20,4%       | 2 058 000                         | 19,6%                   | [ 224 ] |
| 35                                   | 11 maggio 2025    | Achille Lauro, Iva Zanicchi, Carlo Conti, Vittorio Grigolo, Sal Da Vinci, Valeria Golino e Mario Martone, Andrea Cusumano | 2 327 000      | 19,9%       | 2 161 000                         | 19,8%                   | [ 225 ] |
| 36                                   | 18 maggio 2025    | Antonello Venditti, Jerry Calà, Teo Teocoli e Massimo Boldi, Shel Shapiro | 2 188 000      | 16,8%       | 2 045 000                         | 16,1%                   | [ 226 ] |

## Cinquantesima edizione (2025-2026)
- Messa in onda: dal 14 settembre 2025
- Conduce: Mara Venier
- Sigla:
- Regia:

L’edizione 2025-2026 di Domenica In segna una tappa storica per il celebre programma di Rai 1, che celebra il suo cinquantesimo anniversario. La nuova stagione prende il via domenica 14 settembre 2025, mantenendo l’appuntamento fisso del primo pomeriggio alle ore 14:00. Alla conduzione torna Mara Venier, volto simbolo della trasmissione, che firma la sua diciassettesima edizione alla guida del programma.
Il format, pur restando fedele alla sua struttura tradizionale, è in parte rinnovato per offrire al pubblico una stagione speciale in occasione del mezzo secolo di storia del programma. Cuore della trasmissione rimangono le interviste in stile confidenziale. Accanto a questi momenti consolidati, diverse novità: un salotto dedicato all'incontro con protagonisti del mondo dello spettacolo e del varietà, una sezione interattiva con un gioco telefonico, per coinvolgere attivamente sia il pubblico in studio sia quello da casa, e una rinnovata componente di intrattenimento con coreografie, musica dal vivo e inserti scenici originali. Anche in questa stagione la trasmissione è seguita da Da noi... a ruota libera di Francesca Fialdini.